# Visegrádi-hegység
A Visegrádi-hegység a Dunakanyar felett emelkedő vulkanikus eredetű hegyvonulat, amely szerkezetileg az Északi-középhegység középtája, földrajzilag azonban többnyire a Dunántúli-középhegység Dunazug-hegyvidékéhez sorolják. Az Északi-középhegység többi középtájával ellentétben a Duna jobb partján található. A hegyvonulatot a Pomázt Esztergommal összekötő egyenes mentén húzódó Dera- és Szentléleki-patak völgye választja el déli szomszédjától,.a Pilis-hegységtől. A hegység névadója a hegység északi oldalán, a Dunakanyarban, a Visegrádi-szorosban elhelyezkedő Visegrád kisváros. Az Országos Kéktúra is áthalad rajta. Régészeti jelentősége kiemelkedő. A trianoni békeszerződés előtt, a Szentendre-Visegrádi-hegységként említette a szakirodalom.[forrás?]

## Kialakulása
A hegység kialakulása a földtörténeti triász korig vezethető vissza. A terület több, mint 200 millió éven keresztül változatos, főleg tengeri, részben szárazföldi üledékképződés színtere volt. A felső triászban sekély tengeri karbonátos üledék rakódott le.
Az oligocén kor elején, kb. 35 millió évvel ezelőtt a hegység helyén egy, a mai Duna-deltavidékhez hasonló jellegű üledékgyűjtő terület alakult ki. A késő oligocénben tengerszint-süllyedés következett be, melynek hatására mocsaras, tengerparti őstáj alakult ki.
A hegység mai arculatát a fiatal, 14–15 millió éves, középső miocén kori vulkanizmus alakította ki. Az mocsári környezetben indult meg az a vulkáni tevékenység, ami a hegységet kialakította. A kisebb vulkáni kúpok és lakkolitok mellett egy hatalmas kaldera is rekonstruálható. A hegység a Börzsönnyel rokon, miocénkori vulkanikus eredetű andezitből épül fel.
A hegység kialakulása két szakaszra bontható. Ennek első szakaszából származó korai termékek egyrészt a felszín alatti kis mélységben megszilárduló telérkőzetek, szubvulkáni testek (lakkolitok) vagy lávadómok, dagadókúpok (extrúziók), másrészt ún. freatomagmás robbanásos kitörések nyomán képződött vulkáni törmelékek. Ez utóbbiak a karszt- és rétegvizekkel érintkezve nagyon heves robbanásokat produkálhattak, mert a területet piroklasztitokkal főleg ignimbritekkel borította el. Az első szakasz termékei andezites-dácitos összetételűek. Azonosítható központjaik Strázsa-hegy, Lencse-hegy, Babos-hegy a dunabogdányi Csódi-hegy stb.
A kialakulás második szakaszának vulkanitjai kőzettanilag piroxén-amfibolandezites, kitöréstermékek szempontjából pedig blokk- és hamuár-üledékek, néhol horzsakövek voltak. Az első nagyméretű, jó 10 km átmérőjű andezites rétegvulkán beszakadt peremének maradványa (szomma) a 700 m-es Dobogó-kőig húzódó gerincív, ami kisebb-nagyobb megszakadásokkal az Urak asztalánál át egészen a Nagy-Villámig azonosítható. A későbbi vulkáni működések hozták létre a „köveket”: a Prédikálószék és a Vadálló-kövek is így jöttek létre. A második szakasz végén alakul ki a Keserű-hegyi rétegvulkán, aminek maradványai a Keserű-hegy, majd a Lepence-völgyi lealacsonyodás után az Öreg-Pap-hegytől a Mátyás-hegyig ereszkedő vulkanitokban ismerhető fel.
Tehát 16 és 14 millió évvel ezelőtt keletkezett, fő tömege 14 millió éves, majd a jégkorszakban löszfelhalmozódás volt jellemző.

## Történelem
A területet a középkorban még a szomszédos Pilissel együtt említették, sűrű erdei miatt elsősorban királyi vadászterületként szolgált. Pontos szerepe a korszakban ma is vitára ad okot.
A 19.század végétől a természetjárásban vált meghatározóvá, parkerdőként azóta közkedvelt célpont a bakancsos turisták és a szabadidős túrázók számára egyaránt.

## Domborzata
A hegység keleti részének legfontosabb kiemelkedései a  Pilisszentlászlótól északra elhelyezkedő Öreg-Pap-hegy, illetve az Urak asztala. A hegység központi része a Dobogó-kő hegytömbje a Rám-szakadékkal, ill. a Prédikálószékkel. Ettől nyugatra az alacsonyabb Maróti-hegyek találhatóak.
A Visegrádi-hegység-Pilis-vonulatok tíz legmagasabb pontja közül négy található a Visegrádi-hegységben: a negyedik legmagasabb a Dobogó-kő (699 méter), a hatodik Öreg-vágás-hegy (654 méter), a kilencedik Prédikálószék (639 méter) és a tizedik, az Urak asztala (593 méter). A teljes Dunazug-hegységen belül ez a lista csaknem azonos, azzal a különbséggel, hogy a Gerecse legmagasabb pontjának számító, 634 méteres Nagy-Gerecse miatt az Urak asztala már nem fér be az első tíz közé.

### Fontosabb hegyek

#### Urak asztala
Az 593 méter magas kiemelkedés csúcsa katonai körzet, légvédelmi bázis. A hegy vonulatához kapcsolódik a Nyerges-hegy, illetve a Vörös-kő is, amely népszerű kilátó.

#### Mogyoró-hegy
A Mogyoró-hegy Visegrád felől könnyen megközelíthető, erdei játszóterekkel, autóparkolóval, séta- és turistautakkal igen sok hétvégi kirándulót vonz. A hegyen működik a Madas László Erdészeti Erdei Iskola, ahol nyári gyermektáborokat rendeznek. 1984-ben hozták létre itt az 1,5 hektár területű vadbemutató kertet, ahol gímszarvasok és vaddisznók élnek. A hegyen több, tűzrakóval és kiszolgálóegységekkel ellátott táborozóhelyet is kialakítottak, ahol nagyobb sátortáborok is állíthatók. A környezet állat- és növényvilágát, földrajzi jellemzőit tanösvények segítségével ismerhetik meg a túrázók, melyhez az Erdei Művelődés Házában kaphatók segédanyagok.

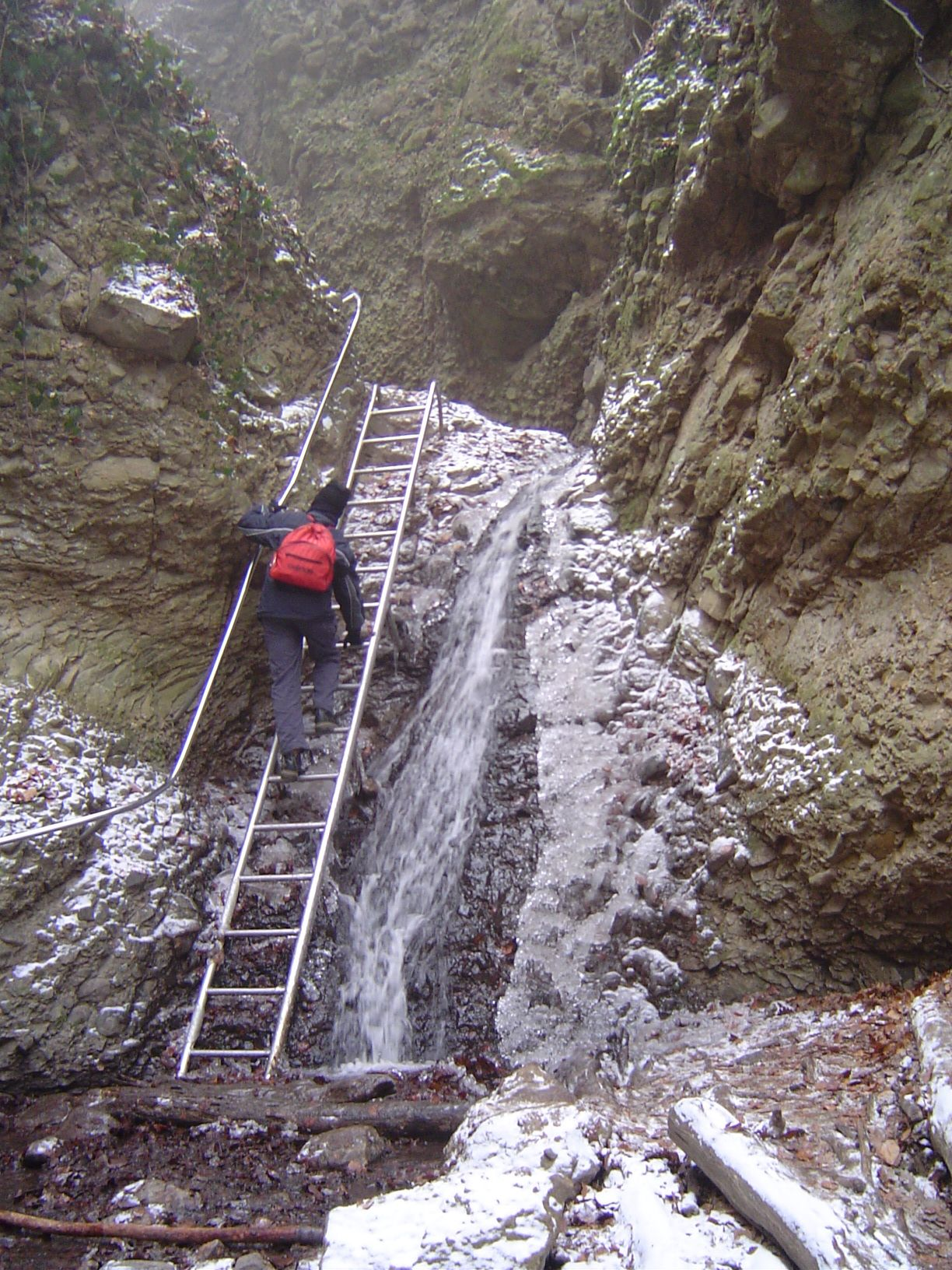
Túrázás a Rám-szakadékban

## Galéria

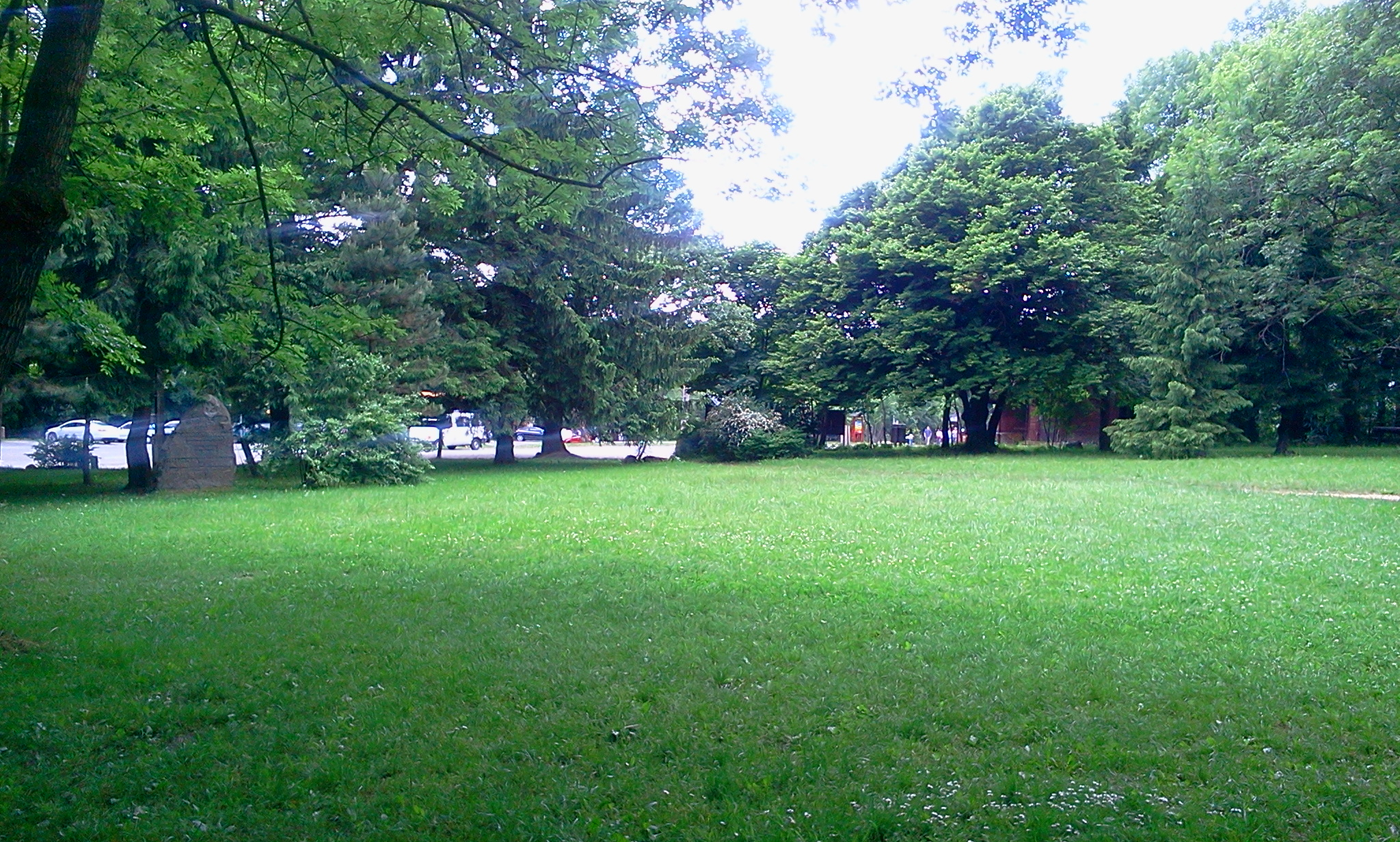
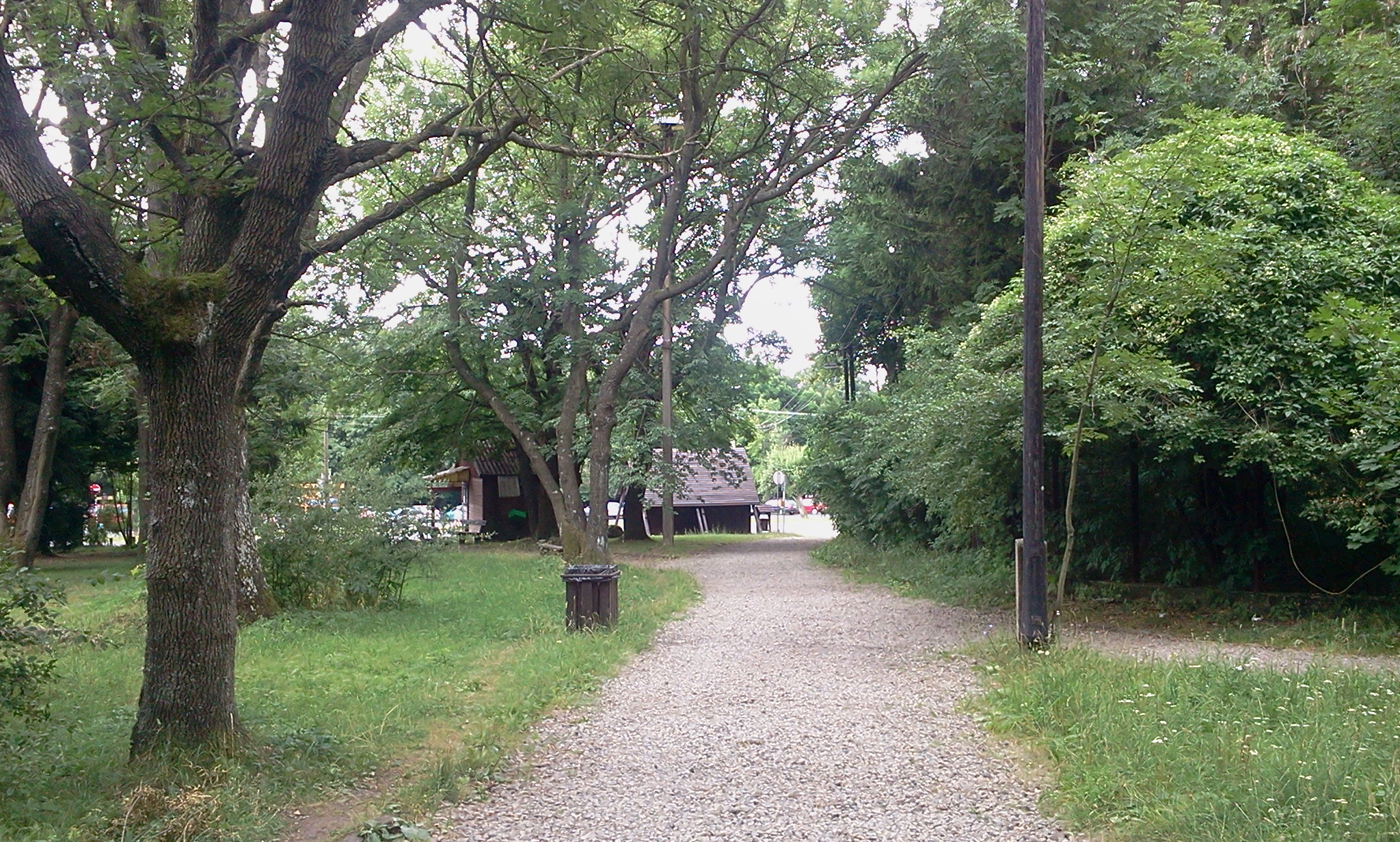
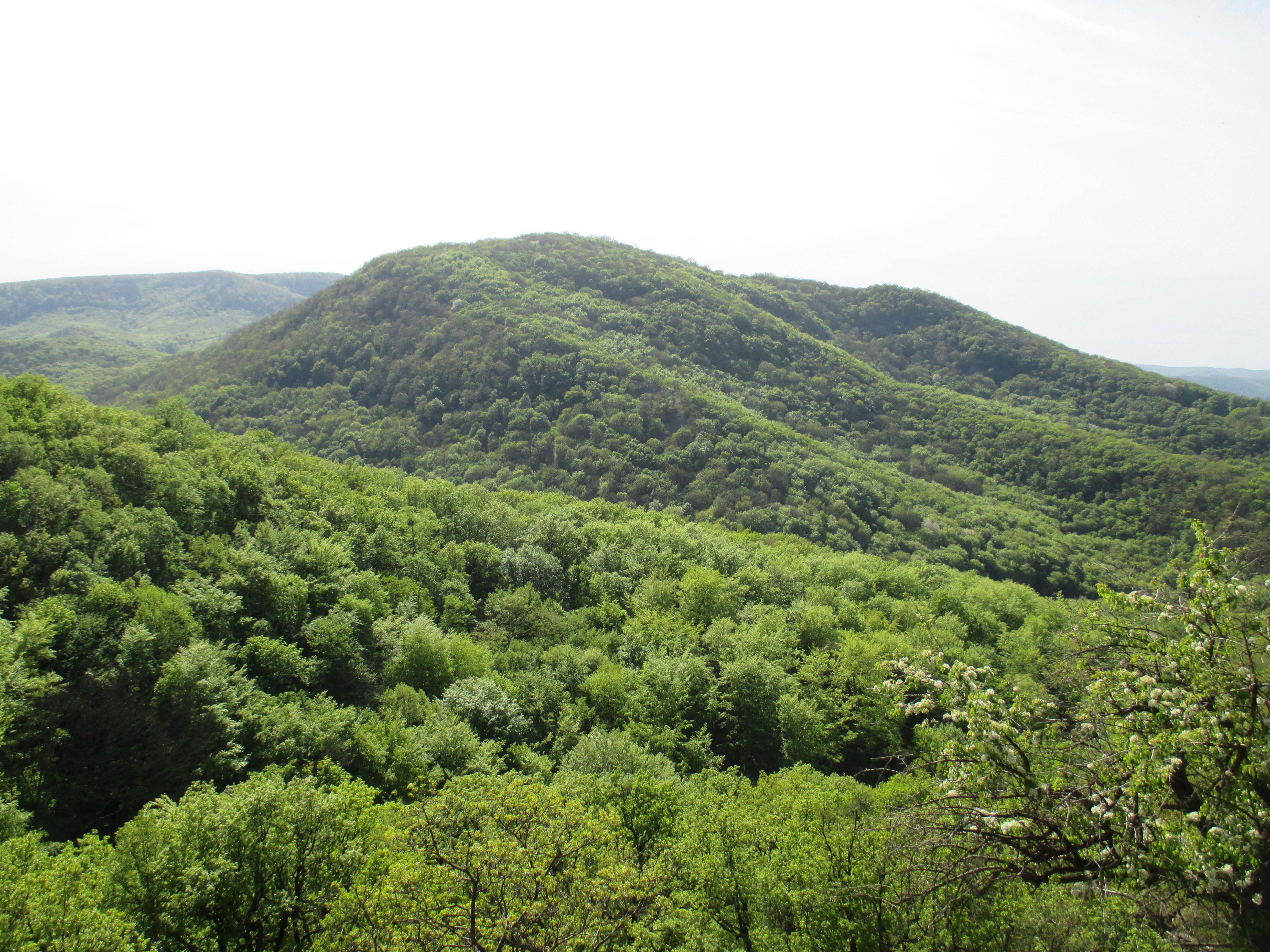
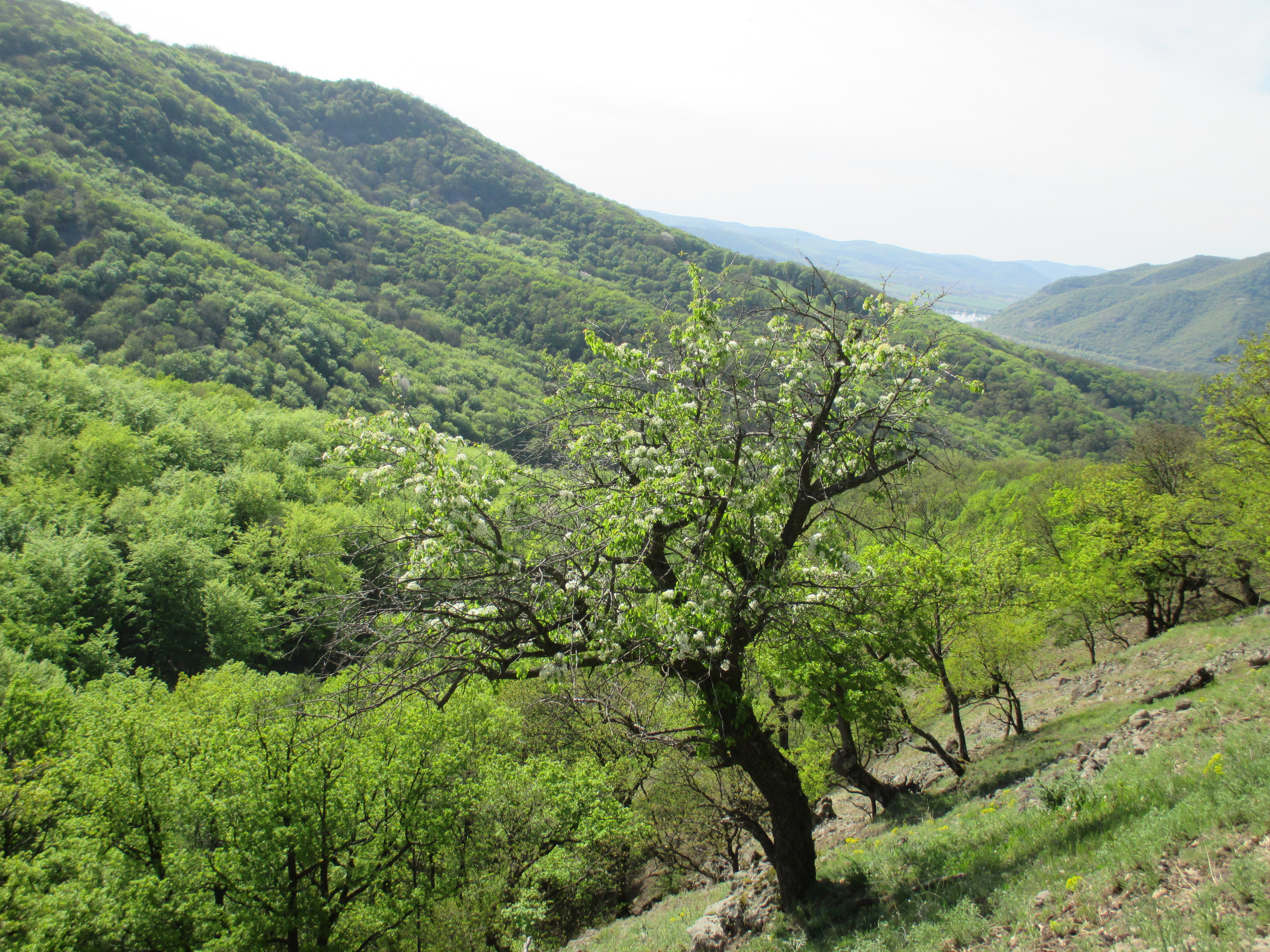
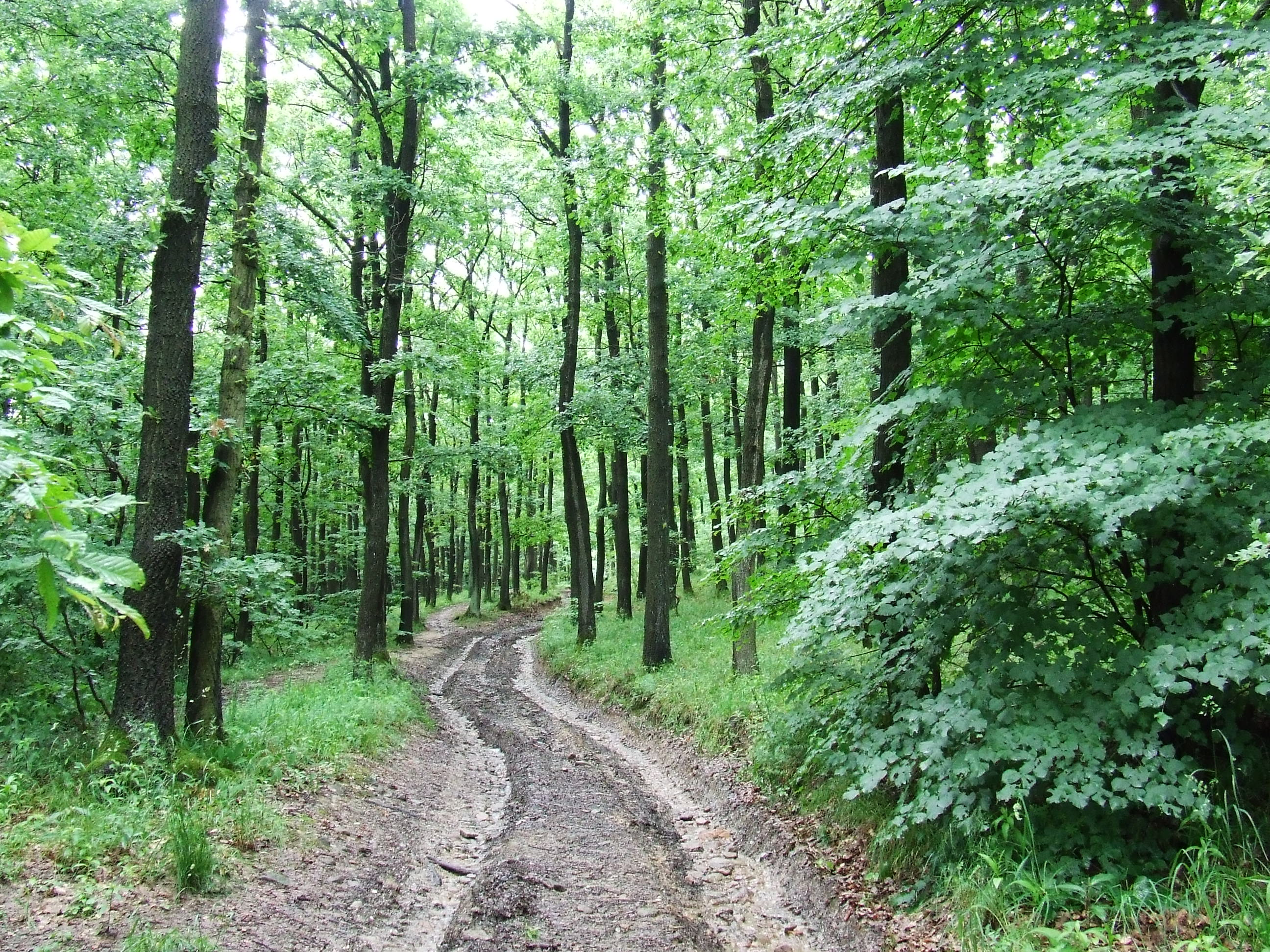

#### Dobogó-kő
A Visegrádi-hegység legmagasabb pontja a Dobogó-kő, itt áll az 1898-ban átadott báró Eötvös Loránd menedékház és itt hozták létre a mai Magyarország első sípályáját.

#### Rám-szakadék
Magyarország egyik legnépszerűbb, legtöbbet látogatott szurdokvölgye a Rám-szakadék. A kirándulók az egy kilométeres szurdok két végpontja között 112 méter szintkülönbséget küzdhetnek le, a szurdok sziklafali néhol elérik a 35 méteres magasságot. Az esős időben felduzzadó, nagy esésű patak és a sziklás terep miatt az utat vasalták. A kapaszkodók felújítására legutóbb 2006-ban került sor, amikor több acélsodronyos vagy láncos szakaszt fix kapaszkodókkal láttak el, növelve a turistaút biztonságát. Az útvonal járhatósága az időjárás függvénye, így indulás előtt érdemes tájékozódni.

#### Pilisszentkereszti szurdok

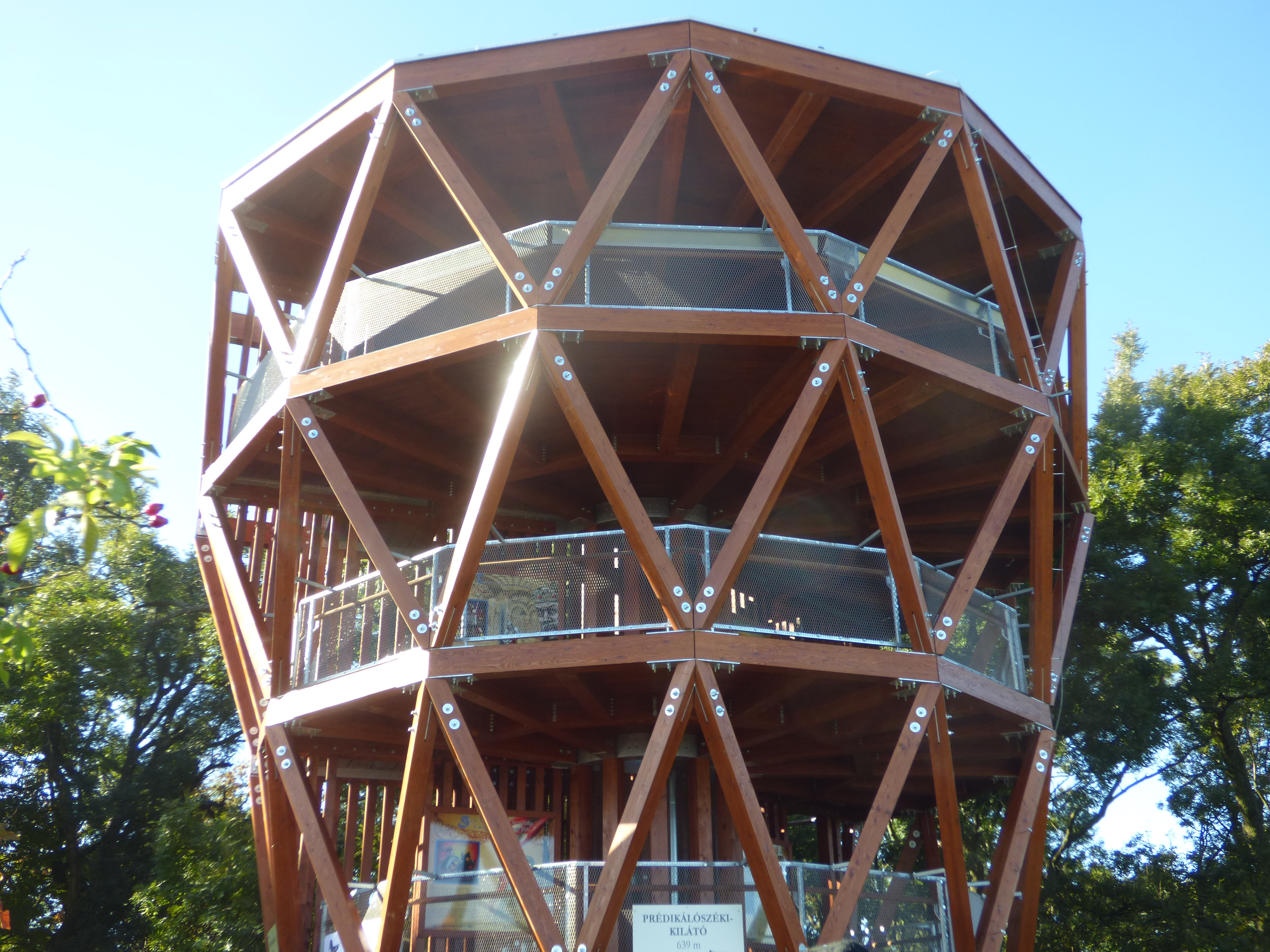
Az új kilátó a Prédikálószéken, 2016-ban

A Pilis és a Visegrádi-hegység határán folyó Dera-patak által mélyített 1-1,5 km hosszú, kelet-nyugat irányú szurdokvölgyben turistaút és tanösvény vezet. A Dera néhol a felszín alá futva búvópatakként halad a völgyben. A patak neve is a szűk szurdokra utal; rést, szakadékot jelent. A víz által vájt meredek szurdokfalakon láthatók a két hegység eltérő kőzeteinek rétegződései. A szurdokon keresztülhalad az Országos Kéktúra útvonala is.

#### Vadálló-kövek
A Prédikálószék északnyugati lejtőjén, egy oldalgerincen vulkanikus eredetű sziklaképződmények sorakoznak, melyeket Vadálló-köveknek neveznek. Anyaguk törmelékes vulkáni kőzet, andezit-agglomerátum. A sziklák neve: Nagytuskó, Széles-torony, Bunkó, Függőkő, Felkiáltójel és Árpád trónja.

#### Prédikálószék
A hegység egyik legmagasabb kiemelkedése a Prédikálószék (639 m). 2016-ban új kilátóhelyet adtak át a csúcsán, melyből körpanoráma nyílik a Dunakanyarra. A csúcsra jelzett turistaút vezet piros háromszög jelzéssel a Vadálló-kövek illetve Pilisszentlászló irányából.

### Egyéb jelentősebb hegyek
- Bölcső-hegy
- Csikóvárak
  - Nagy-Csikóvár
  - Kis Csikóvár
- Kő-hegy (Pomáz)

## Vízrajz
A hegységet északról és keletről a Duna övezi, délről pedig a Dera-, illetve a Szentléleki-patak határolja el a pilisi hegyektől.

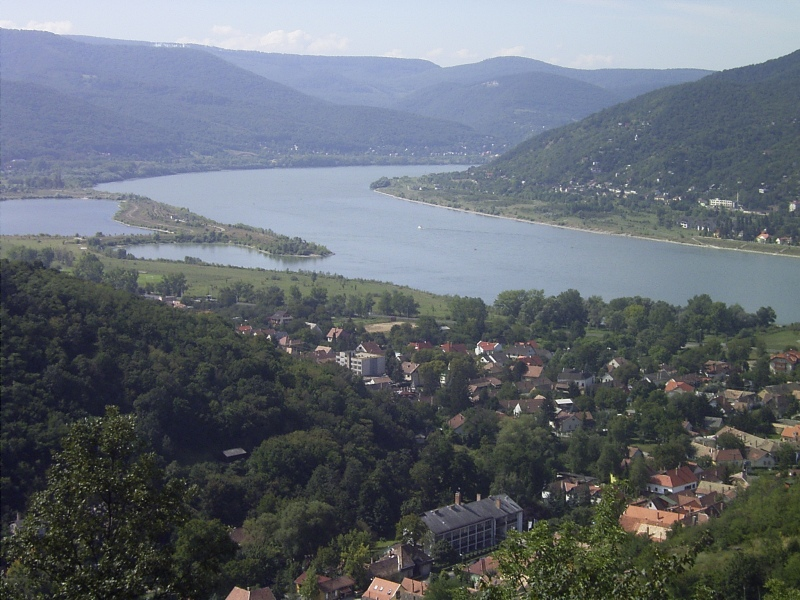
A Dunakanyar Visegrádról

A környék vízrajzának meghatározó alakítója a Dunakanyar. Mialatt a hegység és az átellenes part hegyvidéke, a Börzsöny 2-300 méterrel is megemelkedett, a folyam ezzel lépést tartva mély szakaszos teraszt vésett ki (antecendes völgy). Más elképzelések szerint ez inkább epigenetikus völgy, azaz átöröklött meander.

### Fontosabbb vízfolyások
- Duna (folyam)
- Szentléleki-patak
- Bükkös-patak
- Sztaravoda-patak
- Apátkúti-patak

### A hegység jelentősebb forrásai

#### Lajos-forrás
A Lajos-forrás a Bölcső-hegyen található, a környezetében a felújításra váró Lajos-forrási turistaházzal.

#### Kaán Károly-forrás
A forrást először 1938-ban építették ki, melyet a szentendrei 914. számú Endre Cserkészcsapat készített. 1974-ben Bertényi Miklós erdőmérnök új foglalást készíttetett a forrásra. A forrás közelében erdei pihenőhely és tűzrakóhely található. A forrás vize iható. A forrás névadója Kaán Károly erdőmérnök.

#### Kárpát-forrás
A Pilisszentlászló közelében eredő Kárpát-forrás körül tűzrakóhely, erdei pihenőhely és táborozóhely található, így kedvelt hétvégi túraállomás. A forrás vize iható, hozama jellemzően igen kicsi. Vize a közeli Bükkös-patakot táplálja. Közelében található a Németh Ferenc-pihenőhely tűzrakóval, asztalokkal. Vízadó kőzete miocén andezittufa.

#### Szilágyi Bernát-forrás
A Sikárosi-rét közvetlen közelében található időszakos foglalt forrás. Foglalása körül kőfal áll, melyen emléktáblák is állnak. Vízadó kőzete miocén andezittufa.

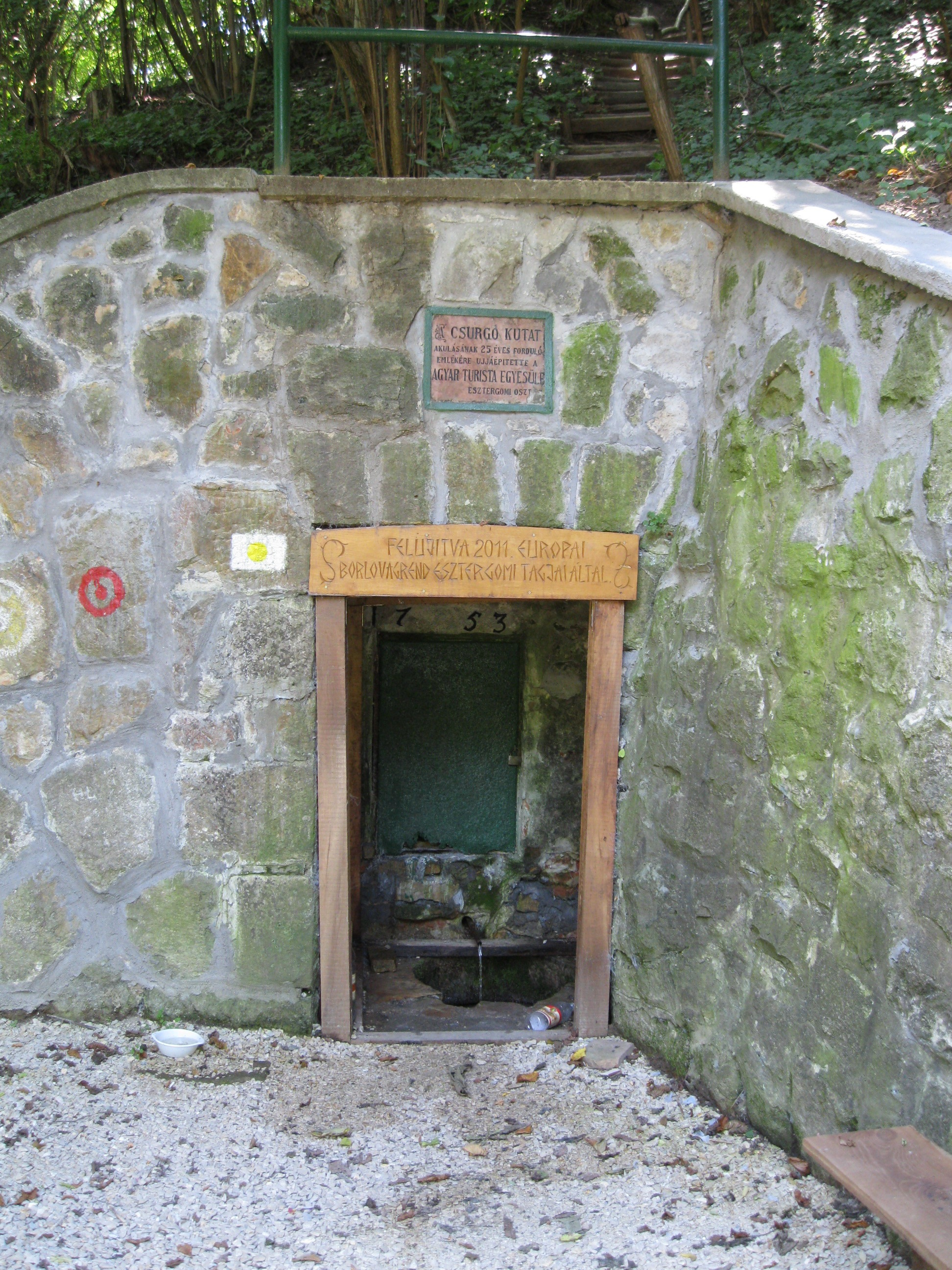
A Csurgó-kút
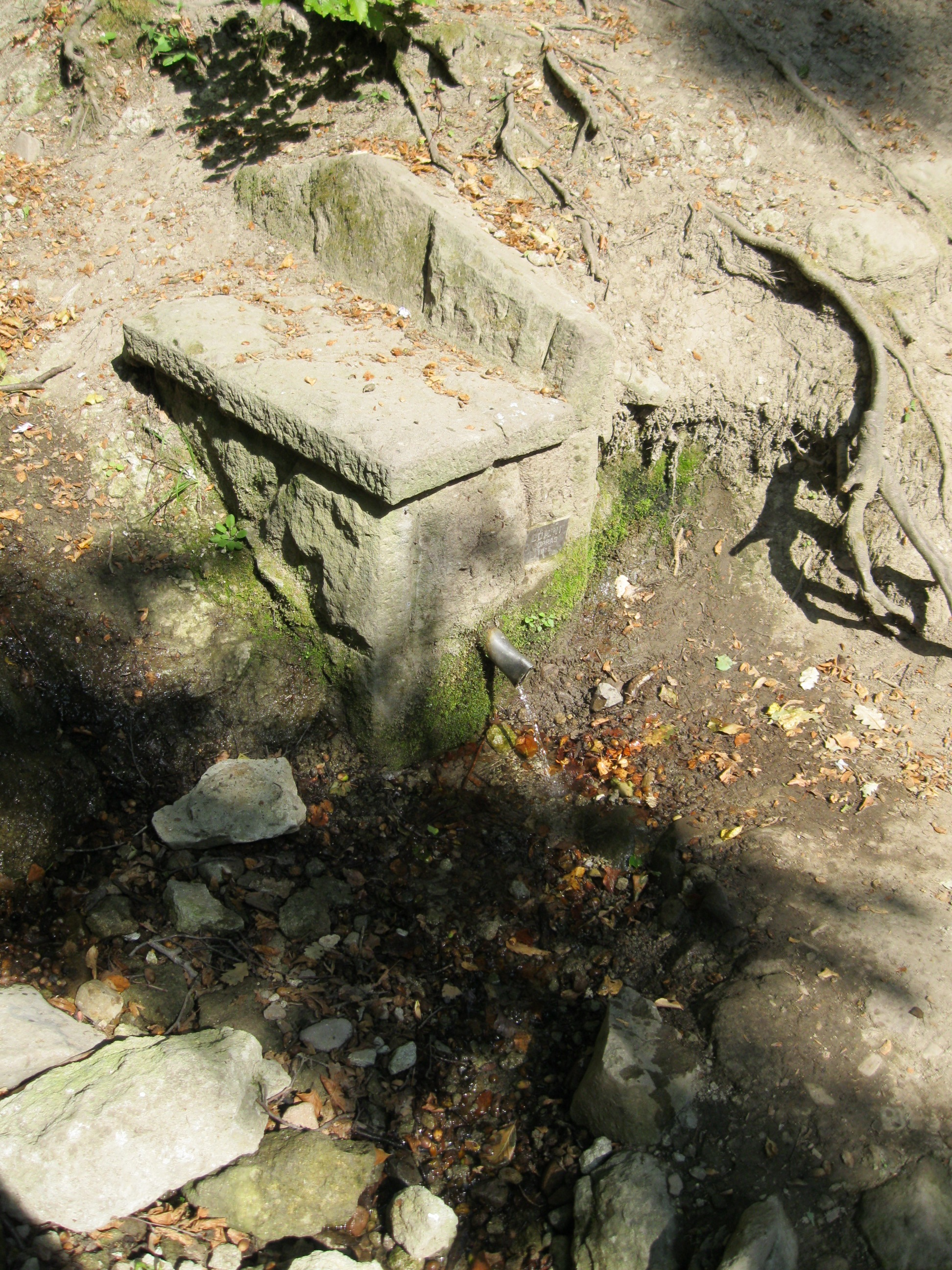
A Domini-forrás
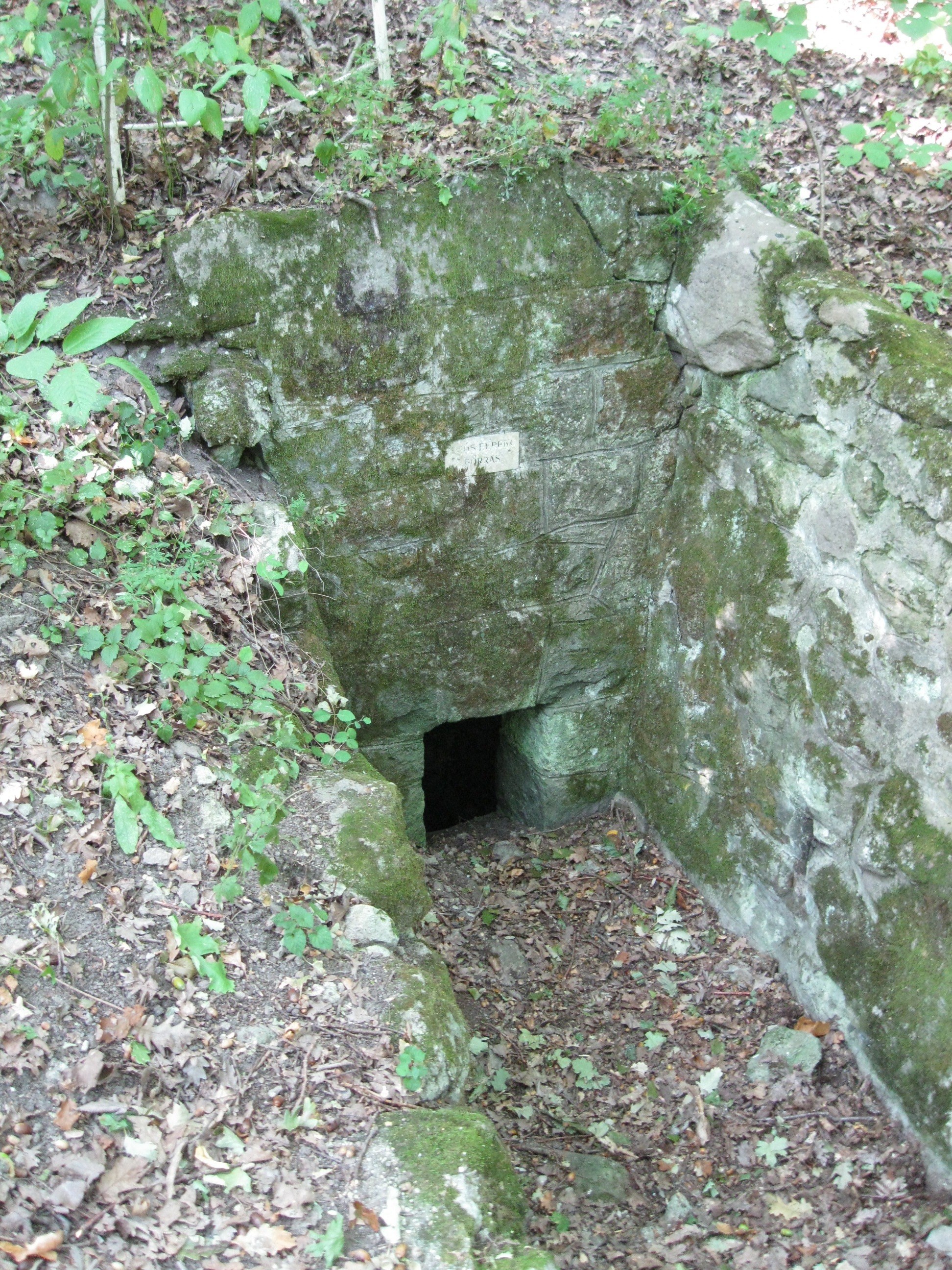
A Hajós Ferenc-forrás
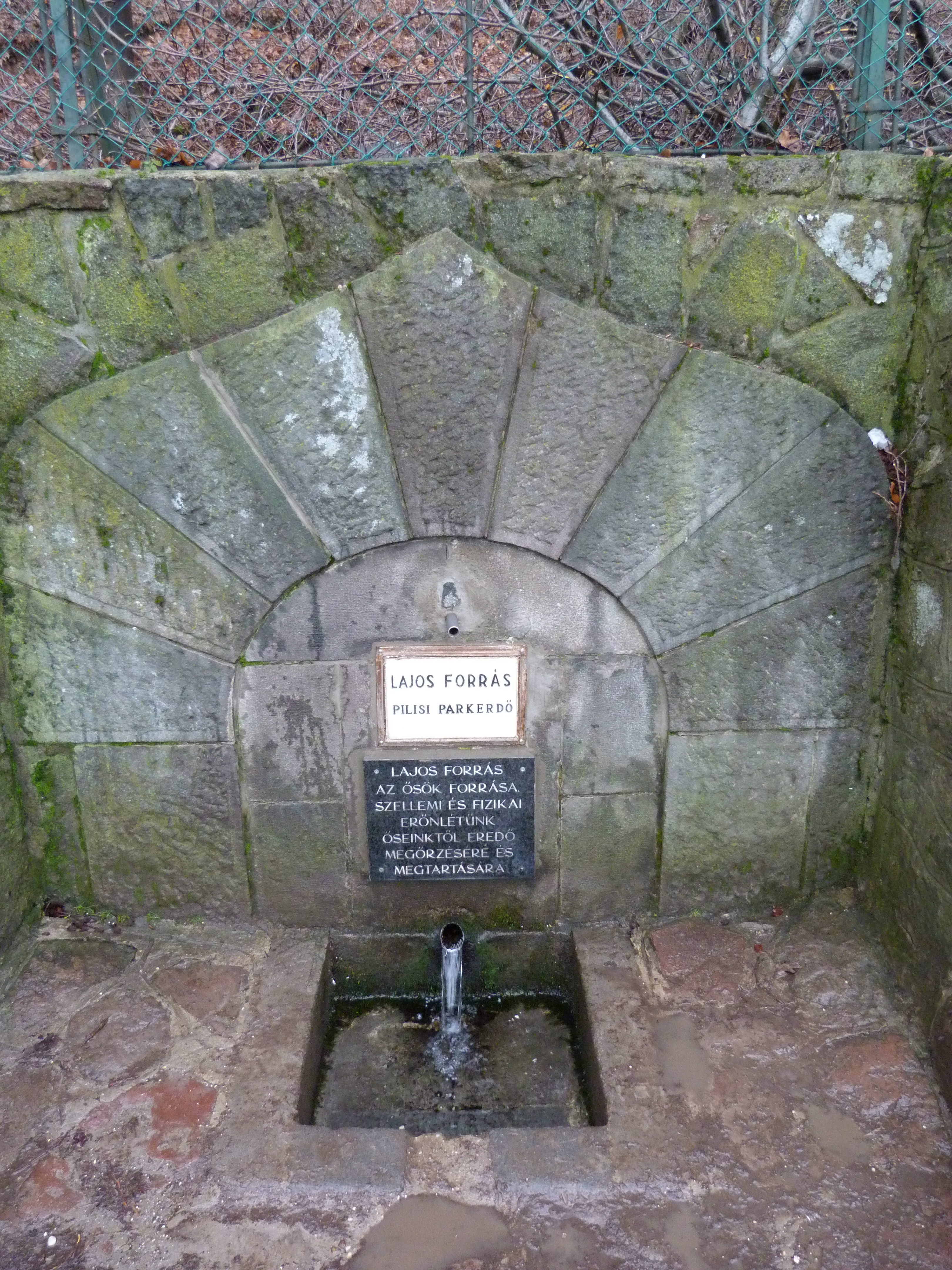
A Lajos-forrás
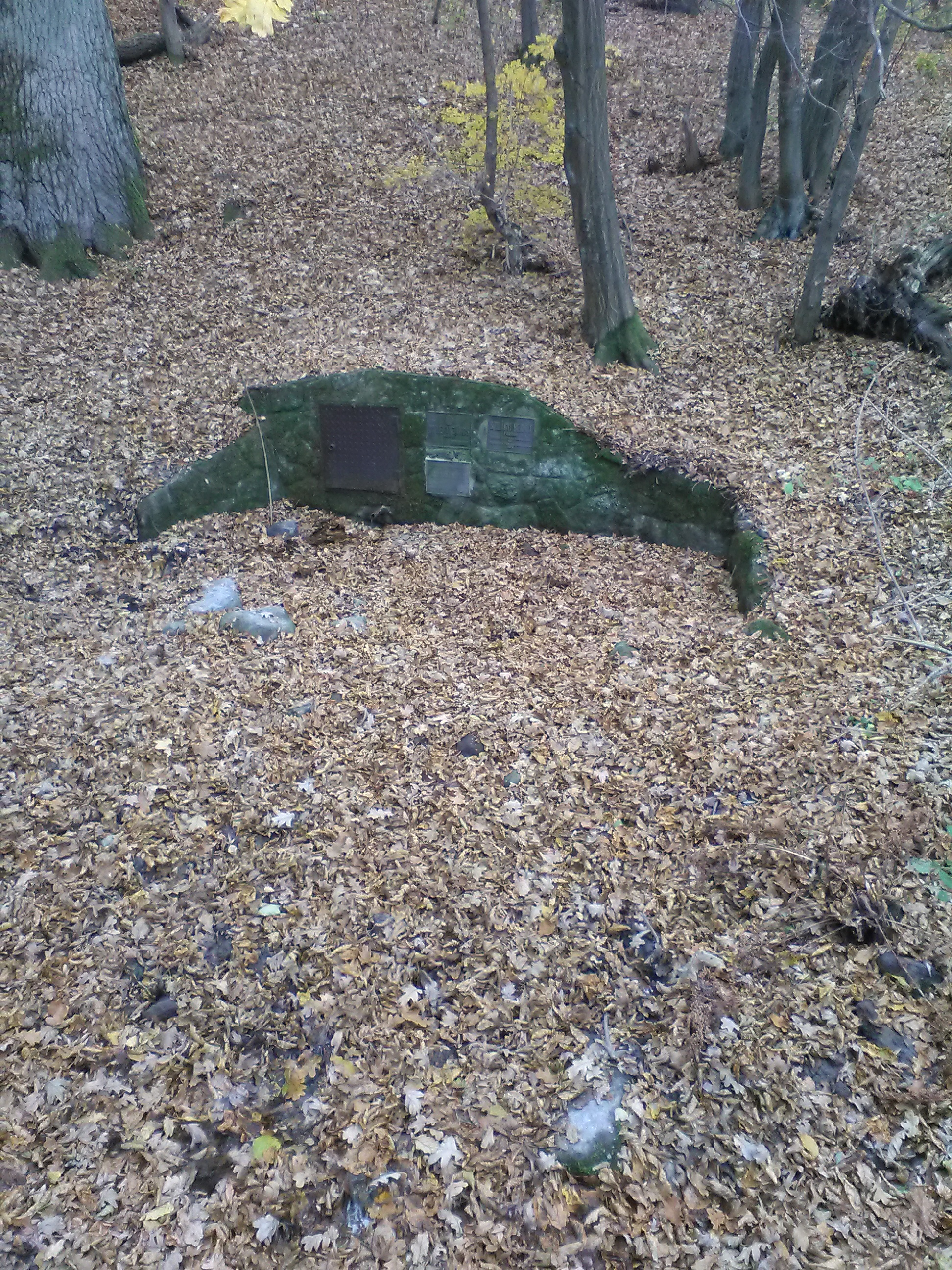
A Szilágyi Bernát-forrás
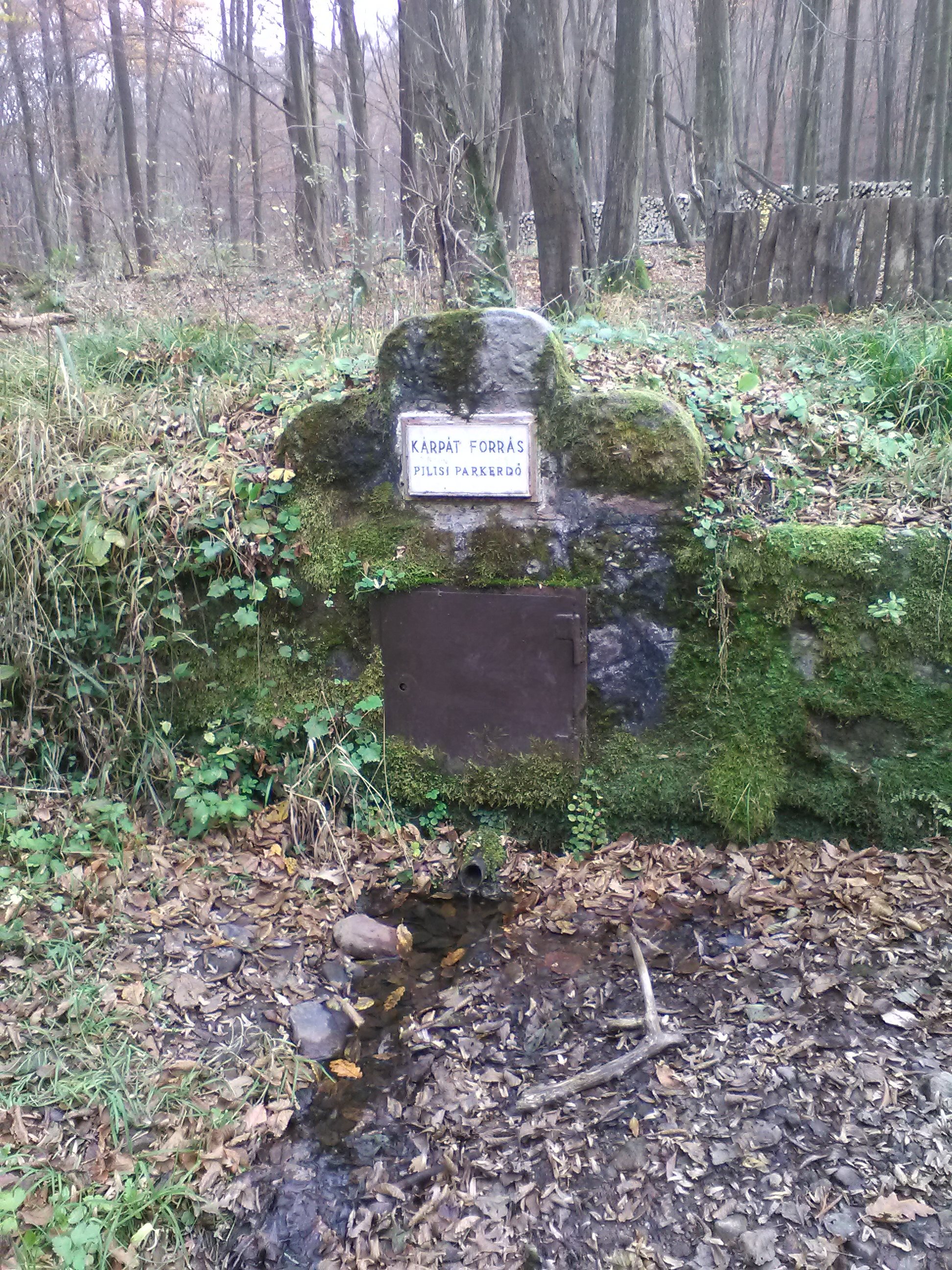
A Kárpát-forrás

## A hegység barlangjai
A hegységben található Bölcső-hegyi-barlang Magyarország legmélyebb nem karsztos kőzetben kialakult barlangja (33 méter mély). Egyik jellemző barlangképző tényező a hegységben a kőzetcsuszamlás, például a Vasas-szakadékban. A Visegrádi-hegységben található, legalább 10 méter hosszú barlangok a következők:
| név                            | alapkőzet           | hossz (méter) | település                   | megjegyzés                                          |
| ------------------------------ | ------------------- | ------------- | --------------------------- | --------------------------------------------------- |
| Bölcső-hegyi-barlang           |                     | 85            | Pomáz                       |                                                     |
| Disznós-árki-barlang           | andezitagglomerátum | 70            | Pilismarót                  |                                                     |
| Vasas-szakadéki 1. sz. barlang | andezitagglomerátum | 50            | Szentendre                  |                                                     |
| Apátkút-völgyi-barlang         | andezittufa         | 40            | Visegrád                    | részben mesterséges, eltűnt (valószínűleg beomlott) |
| Vasas-szakadéki 3. sz. barlang | andezitagglomerátum | 29,5          | Szentendre                  |                                                     |
| Vasas-szakadéki 4. sz. barlang | andezitagglomerátum | 25            | Szentendre                  | beomlott                                            |
| Vasas-szakadéki 2. sz. barlang | andezitagglomerátum | 25            | Szentendre                  |                                                     |
| Ötlyukú-barlang                | andezitagglomerátum | 18,5          | Dömös                       |                                                     |
| Kőtorony-alatti-barlang        | andezitagglomerátum | 16            | Dömös                       |                                                     |
| Domini-barlang                 | andezittufa         | 15,9          | Pomáz                       |                                                     |
| Dömör-kapui-barlang            | andezit             | 13            | Szentendre                  | részben mesterséges (konzekvenciabarlang)           |
| Hársas-zsomboly                | andezitagglomerátum | 10,5          | Visegrád                    |                                                     |
| Varga-lyuk                     | andezitagglomerátum | 10            | Pilisszentkereszt           |                                                     |
| Tűfok-barlang                  | andezittufa         | 10            | Esztergom (Pilisszentlélek) |                                                     |

A barlangokon kívül van még néhány barlangnak nevezett, a turistatérképeken barlangjellel feltüntetett mesterséges üreg is a hegységben. Ilyen üreg a Macska-lyuk, a Sas-kövi-barlang, a Vízesés-alatti-barlang, a Weislich-barlang és az Y-ágú-barlang.

## Élővilág

### Flóra

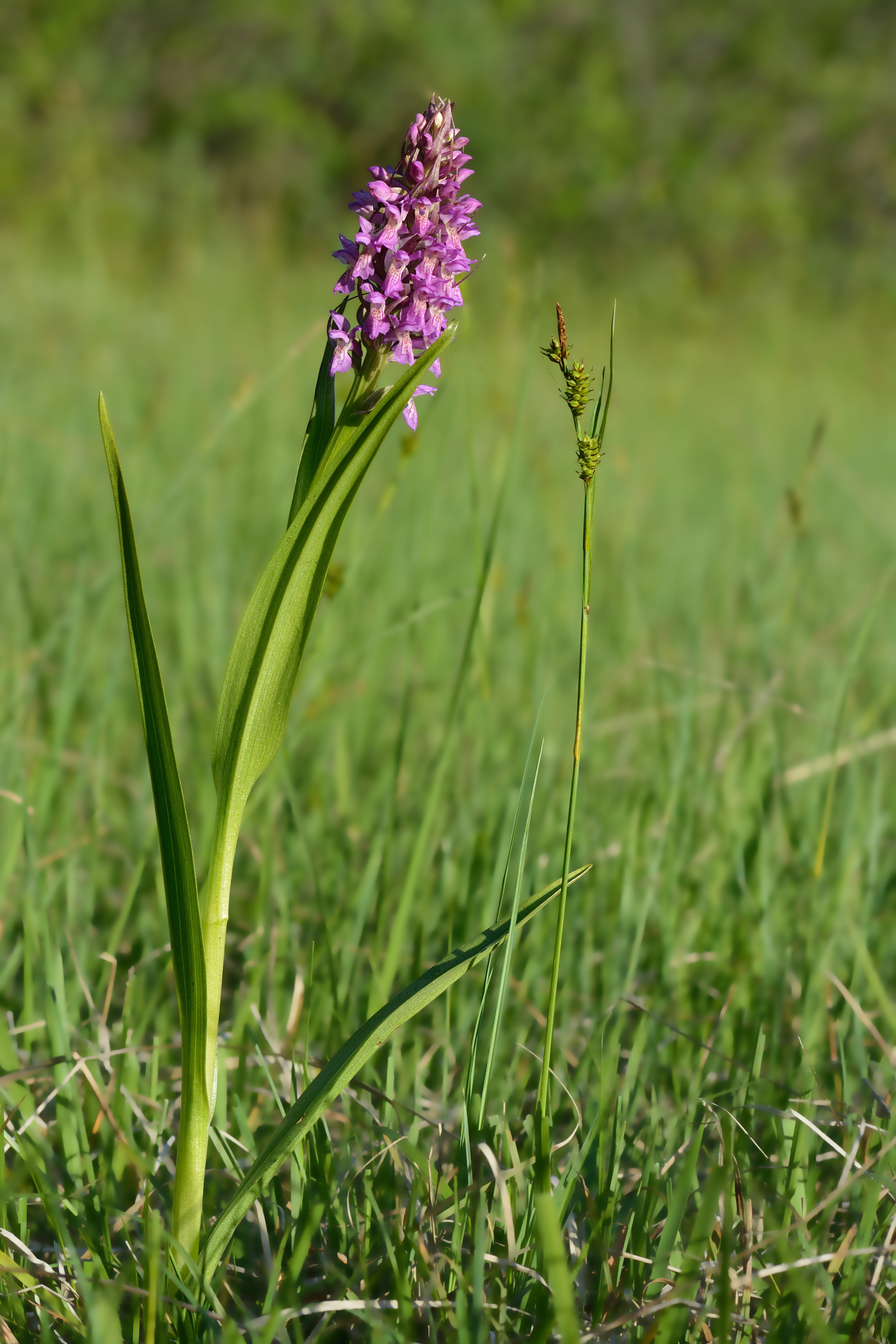
Kosbor

A Visegrádi-hegység a Bakonyicum flóravidék, ezen belül a Visegradense flórajárás része, mely utóbbi magáról a hegységről kapta a nevét. A Visegrádi hegységben 6-800 különféle növényfaj lelhető fel, melyek közül kb. 40-60 faj védett.
A Visegrádi-hegység és a Pilis növényzete, bár történetük és talajviszonyaik eltérőek, sok hasonlóságot mutat. A Visegrádi-hegység vulkáni andezites, illetve a Pilis üledékesmészkő-eredetű talaján ugyanis olyan növénytársulások állományai vannak jelen, melyek mindkét talajtípushoz jól alkalmazkodnak. Az andezit kalciumtartalma a kőzet mállásakor felszabadul, mely lehetőséget nyújt a mészkedvelő növények megtelepedésének.
A Visegrádi-hegység a környezetéhez képest némileg csapadékosabb, és az átlaghőmérséklete is kicsivel alacsonyabb. Az átlagos évi középhőmérséklet 9,3 fok, az éves csapadékösszeg 590 mm körüli. A hegységben sok a vízfolyás, a lehulló esővíz a vulkanikus kőzet mélyedéseiben kisebb-nagyobb tavacskákat hoz létre. Ezek ökológiai szempontból igen értékes élőhelyek. A patakok, tavacskák, kis lápok élettereiben (például a Kerek-tó környékén, ill. a Búbánat völgyében) gazdag élővilág fejlődik ki. A mocsári és vízparti növények közül jelen van a mocsári nőszőfű (Epipactis palustris), a mocsári aszat (Cirsium palustre), a vidrafű, a hússzínű ujjaskosbor (Dactylorhiza incarnata), a mocsári kakastaréj (Pedicularis palustris), a mocsári csorbóka (Sonchus palustris), a nádi boglárka (Ranunculus lingua), többfajta árvalányhaj, illetve a tőzegpáfrány is.

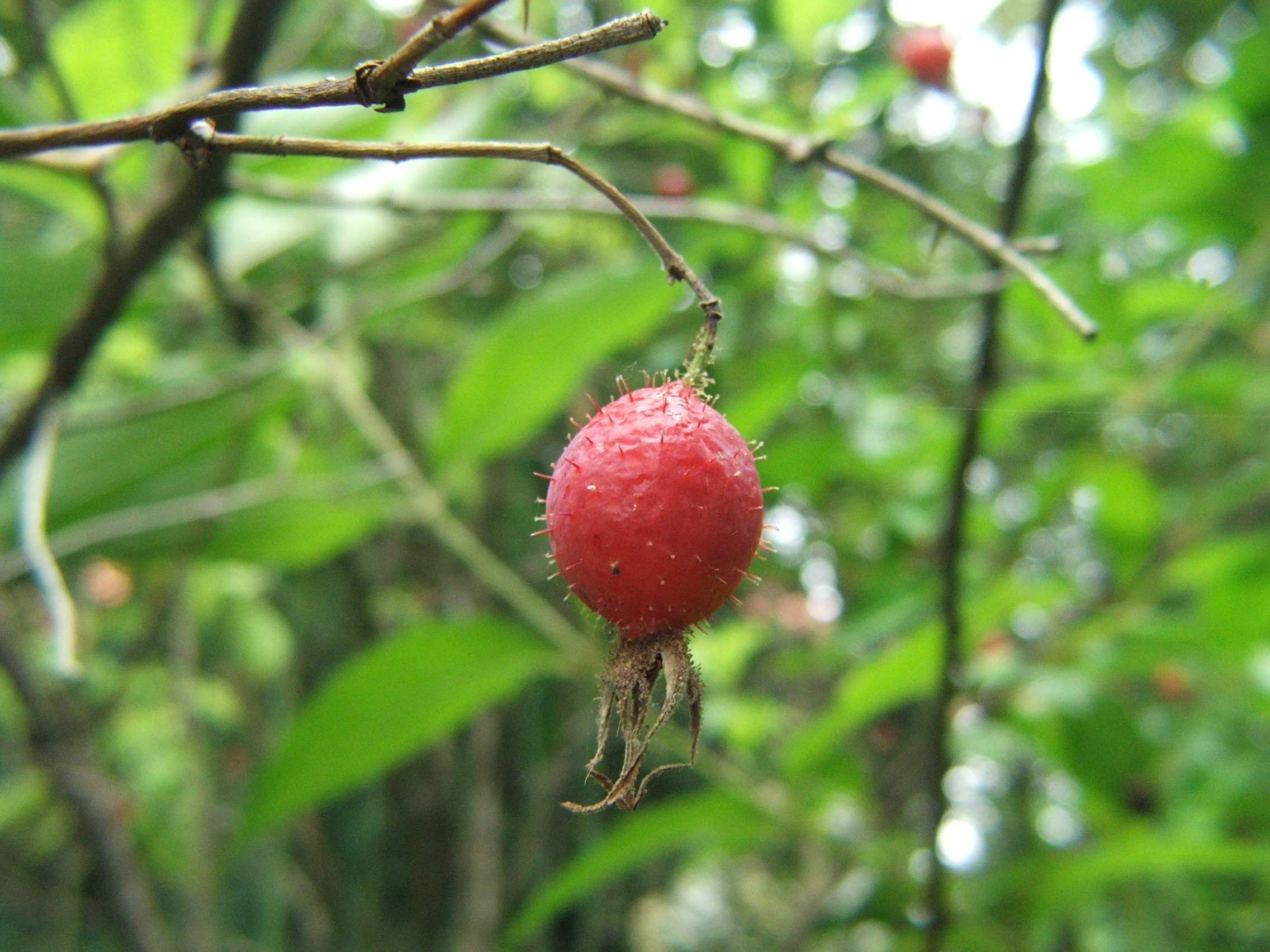
A szentendrei rózsa termése

A zonális erdőtársulások jellemző mintázata nem sokban tér el a Pilisétől. Leggyakoribb élőhelytípusai a molyhostölgyes bokorerdők, a gyertyános–kocsánytalantölgyesek és a bükkösök. Délies kitettségben és alacsonyabban fekvő tetőkön cseres–tölgyes állomány található, ezek fontos szubmediterrán faja a dudamag (Danaa cornubiensis). A hegység magasabban fekvő területein, fennsíkjain zonális gyertyános-tölgyes társulások a jellemzőek, de az északi oldalon és egyes völgyekben extrazonális megjelenésük is előfordul. Ennek jellemző növénye a pofók árvacsalán (Lamium orvala), az erdei varjúköröm (Phyteuma spicatum), és az erdei varfű (Knautia maxima). Kisebb területeken láthatóak a bükkösök, melybe kocsánytalan tölgy példányai elegyednek.
A kitettebb, sziklás gerinceken és törmeléklejtőkön hársas sziklaerdők alakultak ki, a szakadékos völgyek jellemző élőhelye a szurdokerdő. Ezen területek jellemző növényfajai a pézsmaboglár (Adoxa moschatellina), csillogó gólyaorr (Geranium lucidum), hölgyestike (Hesperis matronalis), erdei holdviola (Lunaria rediviva), ritka a gímpáfrány (Phyllitis scolopendrium).

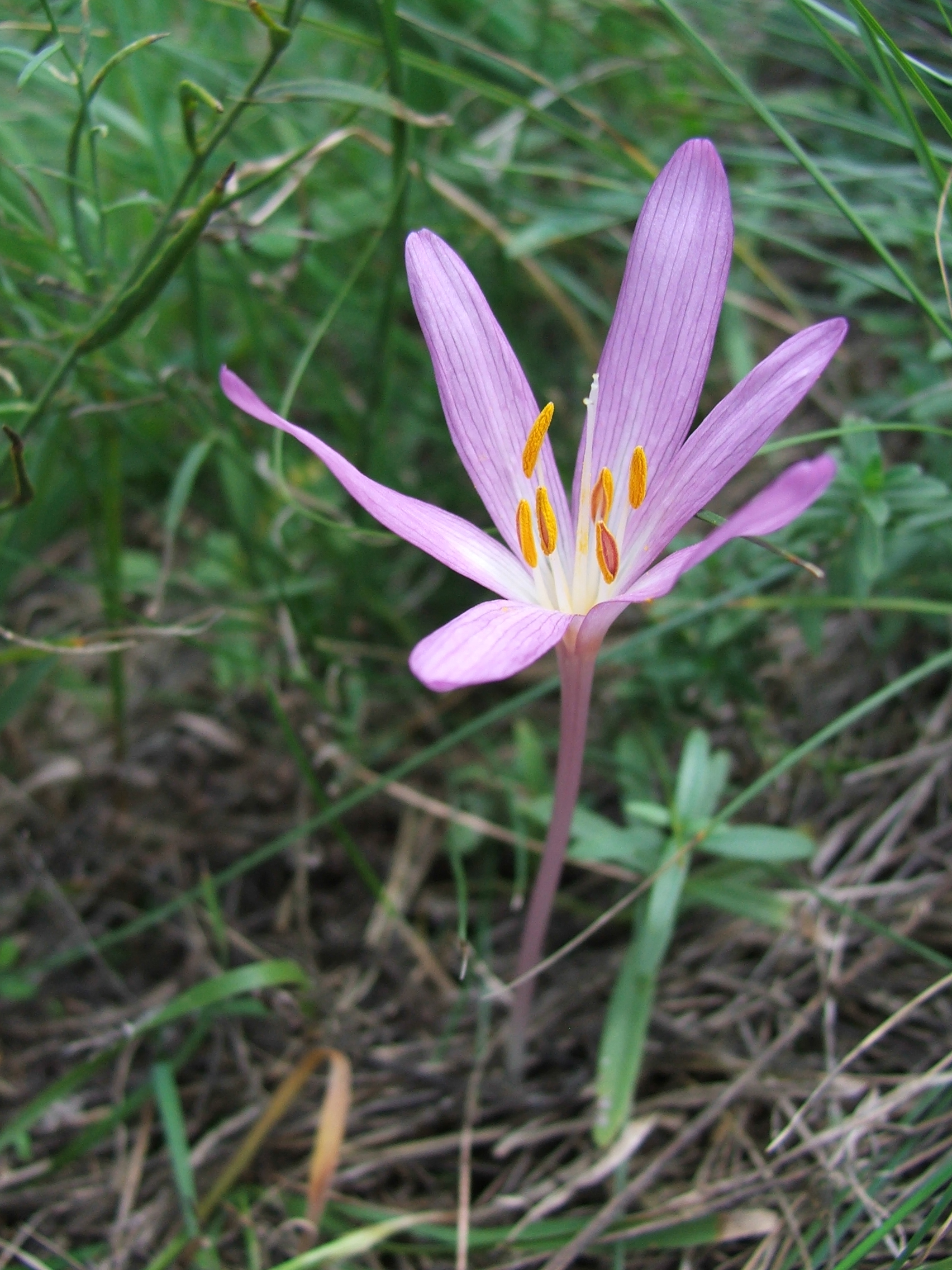
Homoki kikerics

A délies kitettségben melegkedvelő társulások a jellemzők, melyben virágos kőris (Fraxinus ornus), fekete fodorka (Asplenium adiantum-nigrum), mérges sás (Carex brevicollis), hegyközi cickafark (Achillea crithmifolia), magyar bogáncs (Carduus collinus), tollas szálkaperje (Brachypodium pinnatum), bajuszoskásafű (Piptatherum virescens) példányai jelennek meg. A melegebb nyugati oldalon törpe mandula (Prunus tenella) bokrai találhatók. A hegység délnyugati területein kontinentális gyepek alakulnak ki, melynek jellemző növénye a hosszúfüzérű harangvirág (Campanula macrostachya). Szentendre mellett nő a csak Magyarországon élő szentendrei rózsa (Rosa villosa var. sancti-andreae).
Az északi peremvidéken kisebb területet homoki növényzet is borít, jellemző növényei a báránypirosító (Alkanna tinctoria), és a homoki habszegfű (Silene conica).
A hegység nyílt sztyepprétein jellemzőek a fűfélék, kikericsfélék, ősszel sokfelé virágzik a fokozottan védett homoki kikerics (Colchicum arenarium). Védett továbbá a bíbor sallangvirág (Himantoglossum caprinum), magyar zergevirág (Doronicum hungaricum), karéjos vesepáfrány (Polyticum aculeatum), illetve néhány orchideafaj.

### Fauna

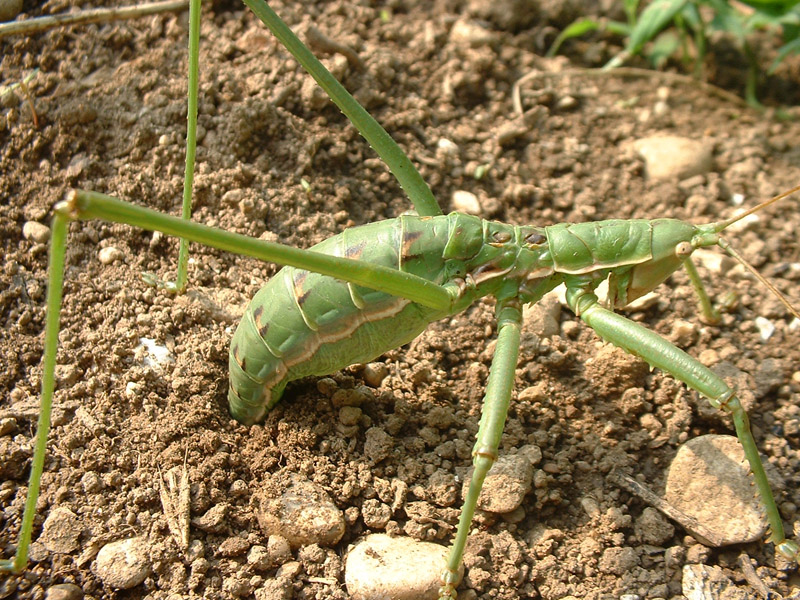
Fűrészeslábú szöcske

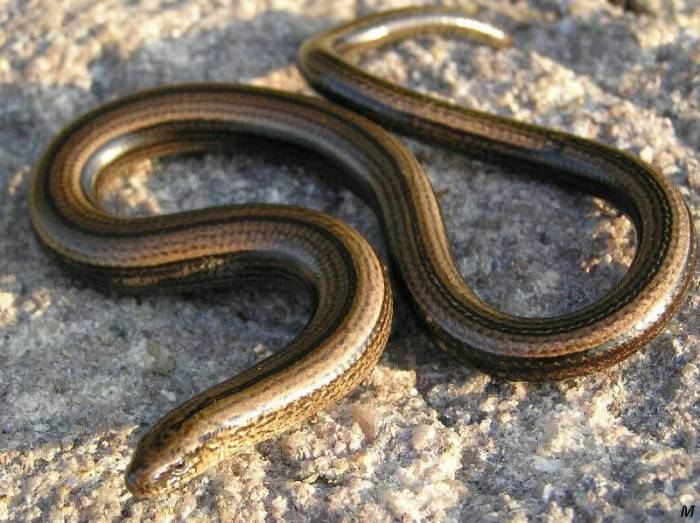
Lábatlan gyík

Az ízeltlábúak és a  rovarvilág képviselői közül érdemes megemlíteni egy nagyon szép pókfajt, a fekete-piros bikapókot (Eresus cinnaberinus), az igen ritka fűrészlábú szöcskét (Saga pedo) és az endemikus magyar tarszát (Isophya costata), a hangos hegyisáskát (Stauroderus scalaris), a kerepelő sáskát (Psophus stridulus). Igen gazdag a terület lepkefaunája is.
A patakok, tavacskák élettereiben a kövi rák (Austropotamobius torrentium), a kövi csík (Barbatula barbatula), a gyepi béka (Rana temporaria), az erdei béka (Rana dalmatina), a kockás (Natrix tessellata), erdei sikló, vízisikló és rézsikló (Coronella austriaca), a pannon gyík (Ablepharus kitaibelii fitzingeri) és a lábatlan gyík (Anguis fragilis) példányai élnek, valamint kis számban a mocsári teknős, a foltos szalamandra és a sárgahasú unka is előfordul.

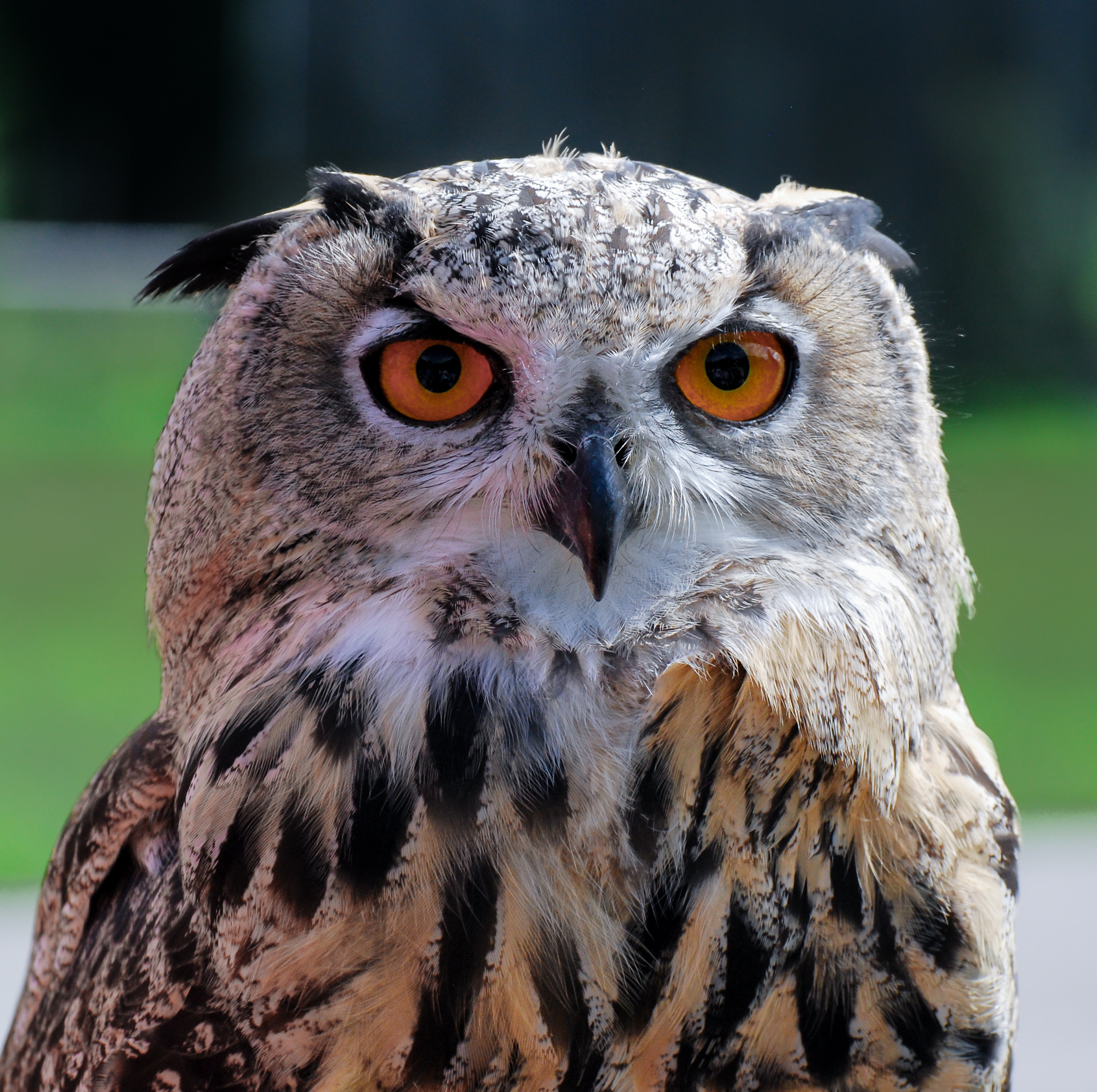
Uhu

A madárfauna egyik legértékesebb tagja az uhu (Bubo bubo), mely 1915-óta megszakításokkal bizonyítottan költ a hegység területén. A faj a nyolcvanas években egy időre eltűnt a Dunántúlról, utolsó fészkelése ekkor a hegységben volt. A rétisas, a vándorsólyom, a kígyászölyv, a darázsölyv (Pernis apivorus), a bajszos sármány (Emberiza cia), a fekete gólya (Ciconia nigra) és a holló (Corvus corax) is fontos tagja a hegység fészkelő madárfaunájának. Említést érdemel a hegyvidéket általában elkerülő haris (Crex crex) időszakos költése is a hegység belsejében, Pilisszentlászló környékén. A macskabagoly (Strix aluco) regionális állománya rendkívül erős, szintúgy a hamvas küllő (Picus canus) és fekete harkály (Dryocopus martius) állománya. Bár az állandó, sebes vizű patakok (Pilismaróti-patak, Bükkös-patak, Apátkúti-patak, Malom-patak) egykor jellemző faja, a vízirigó (Cinclus cinclus) végleg eltűnt, a hegyi billegető (Motacilla cinerea) stabil állománya még megtalálható.

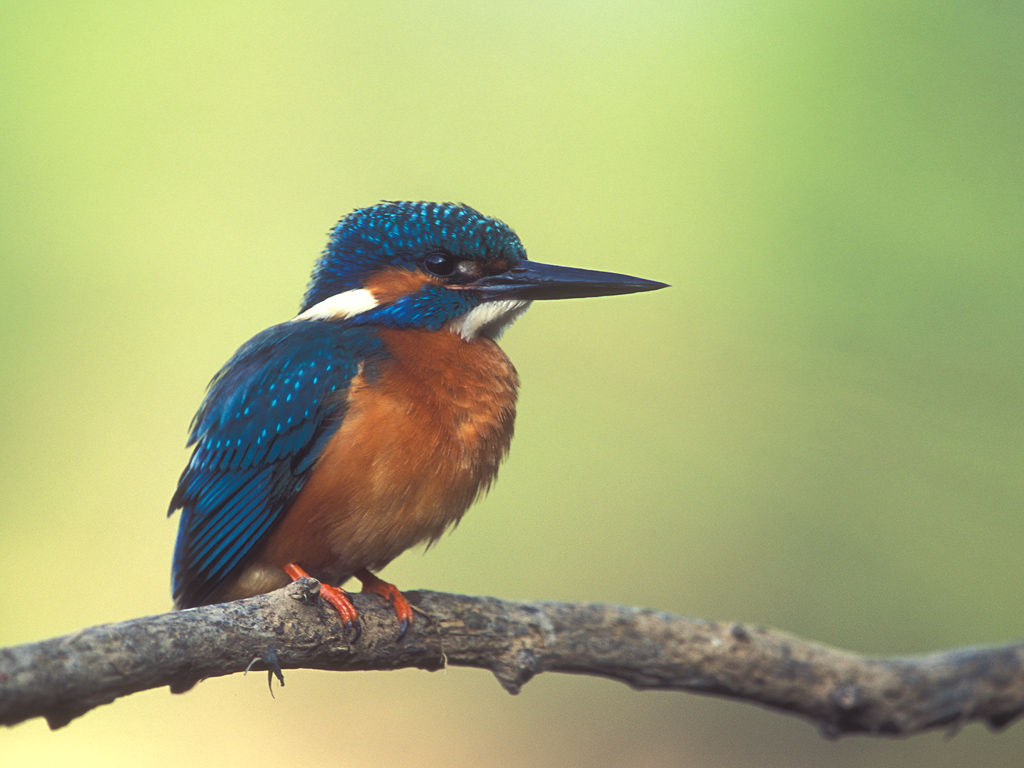
Jégmadár

Telente a jégmadár (Alcedo atthis) is fölbukkan. Ritkán és rendszertelenül feltűnnek a hegység légterében a békászó sas (Aquila pomarina), parlagi sas (Aquila heliaca), szirti sas (Aquila chrysaetos), kerecsensólyom (Falco cherrug) általában ivaréretlen, ritkábban öreg tollazatú példányai is. A hazánkban ritkán megjelenő fakó keselyűt (Gyps fulvus) is észlelték Dunabogdány mellett. Ősztől tavaszig megfigyelhető a hegység szikláin, kőfejtőiben a hajnalmadár (Tichodroma muraria) és a havasi szürkebegy.
Az emlősök közül említést érdemelnek a Magyarország más tájain is gyakori magyvadak, mint a gímszarvas (Cervus elaphus), az őz (Capreolus capreolus), a muflon (Ovis musimon) és a vaddisznó (Sus scrofa), továbbá néhány ritkább denevérfaj, a vadmacska (Felis silvestris) és a nyuszt (Martes martes).

## Látnivalók

### Visegrádi vár
Visegrád városának erődítménye, melyet egykor a Dunakanyar vízi forgalmának ellenőrzésére építettek. A vár belépődíj ellenében látogatható, a Pilisi Parkerdő kezelésében áll.

### Vörös-kői volt felszabadulási emlékmű
A Leányfalu felett található Vörös-kő kilátópontján 1946-ban a Természetbarátok Turista Egyesülete állíttatta a felszabadulási emlékművet. A hivatalos átadása 1948. április 4-én, ünnepség keretében történt. A helyben kitermelt kőből készült építménnyel emléket kívántak állítani a korabeli szóhasználatban felszabadulásnak nevezett szovjet megszállásnak, illetve az addig magántulajdonban levő, vadászati célú, lezárt terület turisták előtti megnyitásának. A Természetbarát Szövetség később éveken át itt tartotta felszabadulásünnepi megemlékező kirándulását. Az emlékműről a rendszerváltás után leverték az ötágú csillagot, az Természetbarátok címerét és az emléktáblát, de a kőépítmény fennmaradt, ma kereszt áll rajta. Az 521 méter magas csúcsról szép kilátás nyílik kelet felé, így a Szentendrei-sziget tahitótfalui középső részére, Leányfalura, Vácra.

### Zsitvay-kilátó

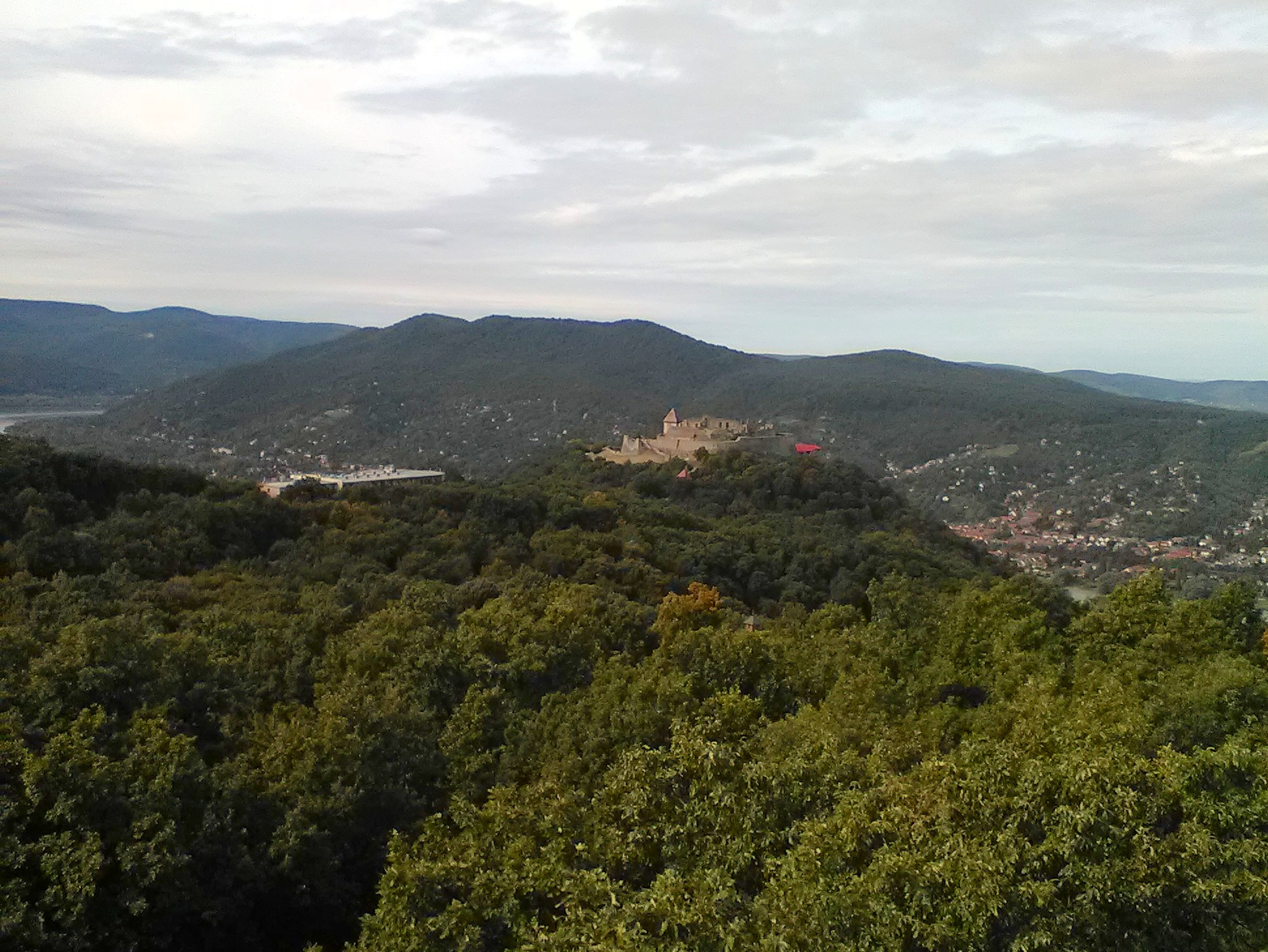
A visegrádi vár a Zsitvay-kilátóból

A Nagy-Villám csúcsán álló Zsitvay-kilátót 1933-ban építették. Az épület 2005 óta műemléki védettség alatt áll. A kilátó belépődíj ellenében látogatható.

### Bertényi Miklós Füvészkert
A füvészkert, illetve arborétum állományának nagy részét az 1960-as évek második felében telepítették Eőry Gyula erdőmérnök hallgató diplomamunkája alapján. Ekkor a terület jellemző honos gyertyános és kocsánytalan tölgyes, illetve inváziós akácerdei helyére lucfenyő, duglászfenyő, erdeifenyő és vörösfenyő példányait telepítették, mely munkákban tevékenyen részt vett Mundi István, illetve Koncz Antal kerületvezető erdész. A telepítési munkákat követően a vadkárok enyhítésére a területet bekerítették.
Madas László és Madas András javaslata alapján 1978-ban kezdődött meg az erdészeti kutatóterület arborétummá alakítása, melyet Bertényi Miklós és Varga Gábor erdőmérnökök vezettek. Ennek keretében díszfajok telepítésére került sor. Az 1980-as években létrehoztak egy madártani tanösvényt. A FAO Erdészeti Szekciója 1985-ös nemzetközi közgyűlésének emlékét őrzi az arborétumban a tagországi képviselők által ültetett fák csoportja.
A terület látogatása előzetes bejelentkezéshez kötött, de a Pilisi Parkerdőnél szakvezetés igényelhető. Az arborétum kezelője a Visegrádi erdészet.

### Mogyoróhegyi Kirándulóközpont és Vadaspark, Madas László Erdészeti Erdei Iskola és Művelődési Ház
Visegrádon, a Mócsai-tanya erdészház és a Mogyoróhegy Étterem 1980-1982 között épült, a Vadasparkot 1984-ben, a szoborparkot 1985-ben, az 1975-ben Visegrádra költözött Pilisi Parkerdőgazdaság volt alapító igazgatójáról elnevezett művelődési házat 1984-ben, az erdészeti iskolát pedig az 1978-ban megnyitott kempingből kialakítva 1988-ban adták át. A hegyvidéki tájba illeszkedni szándékozó faszerkezetű épületeket Makovecz Imre tervezte. Az Erdészek Barátság Parkja és a Szent Mihály kápolna kialakításában Péterfy László működött közre.

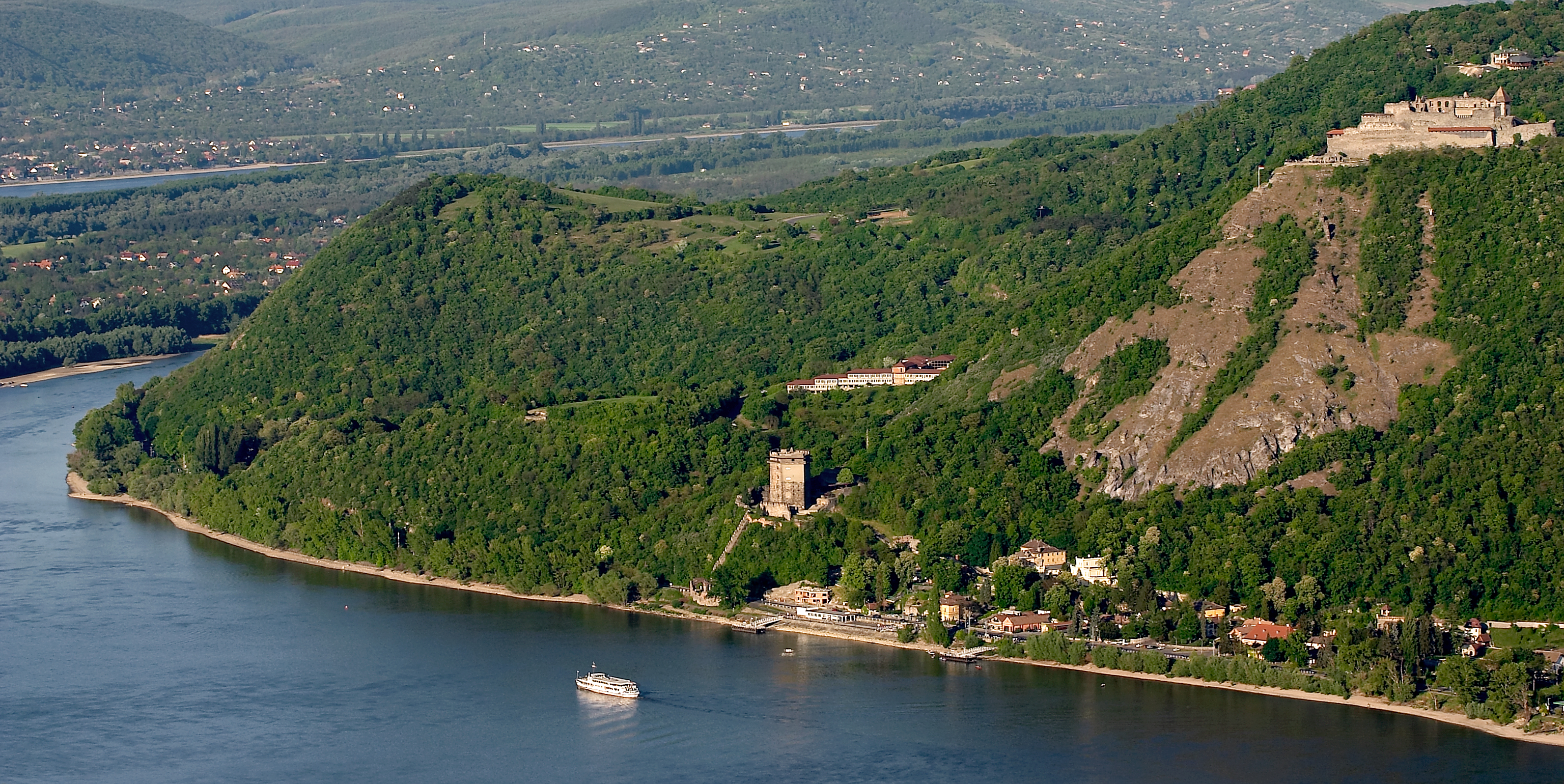
A visegrádi Salamon-torony és a Fellegvár a nagymarosi Julianus-kilátóból
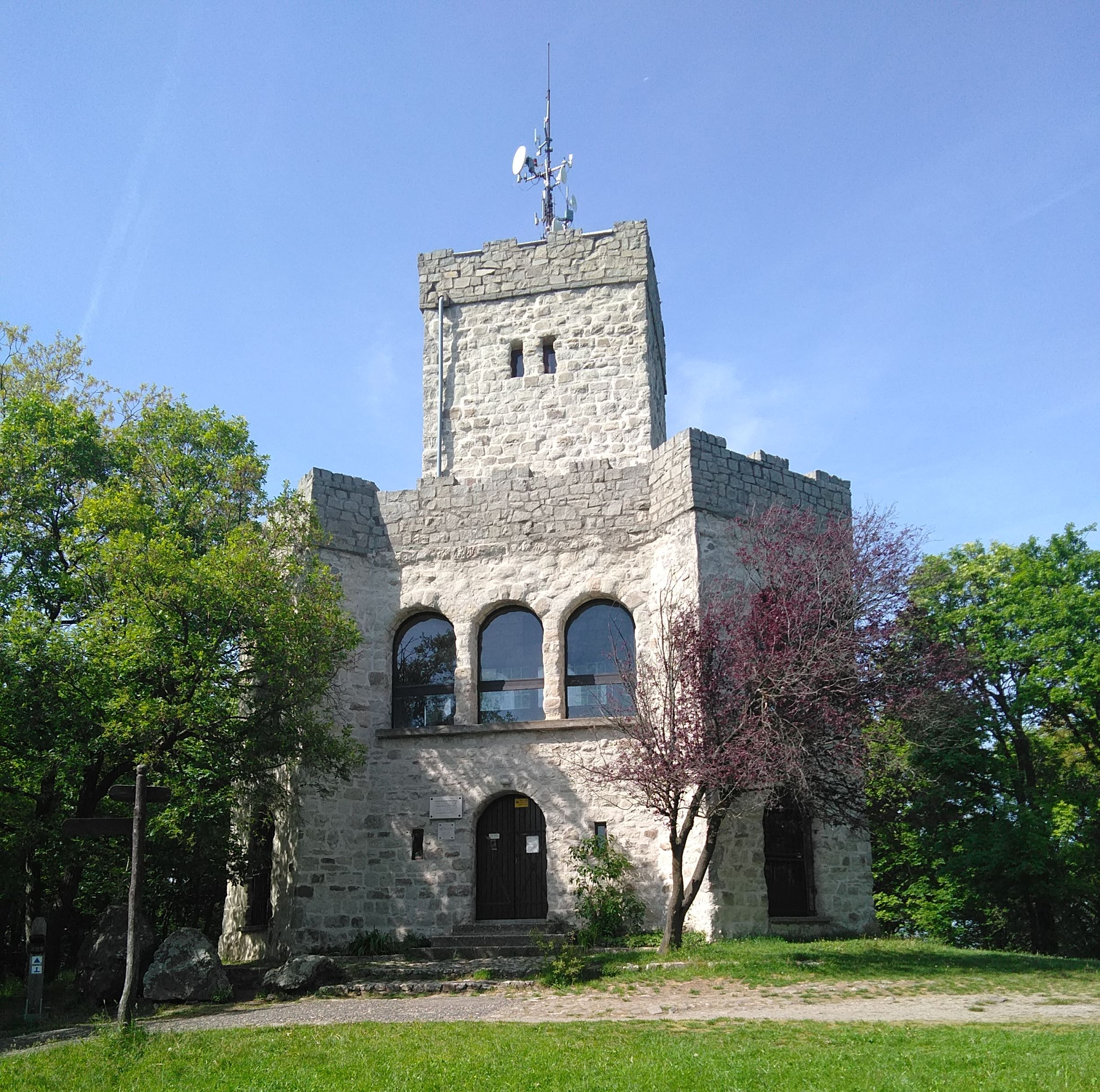
Zsitvay-kilátó
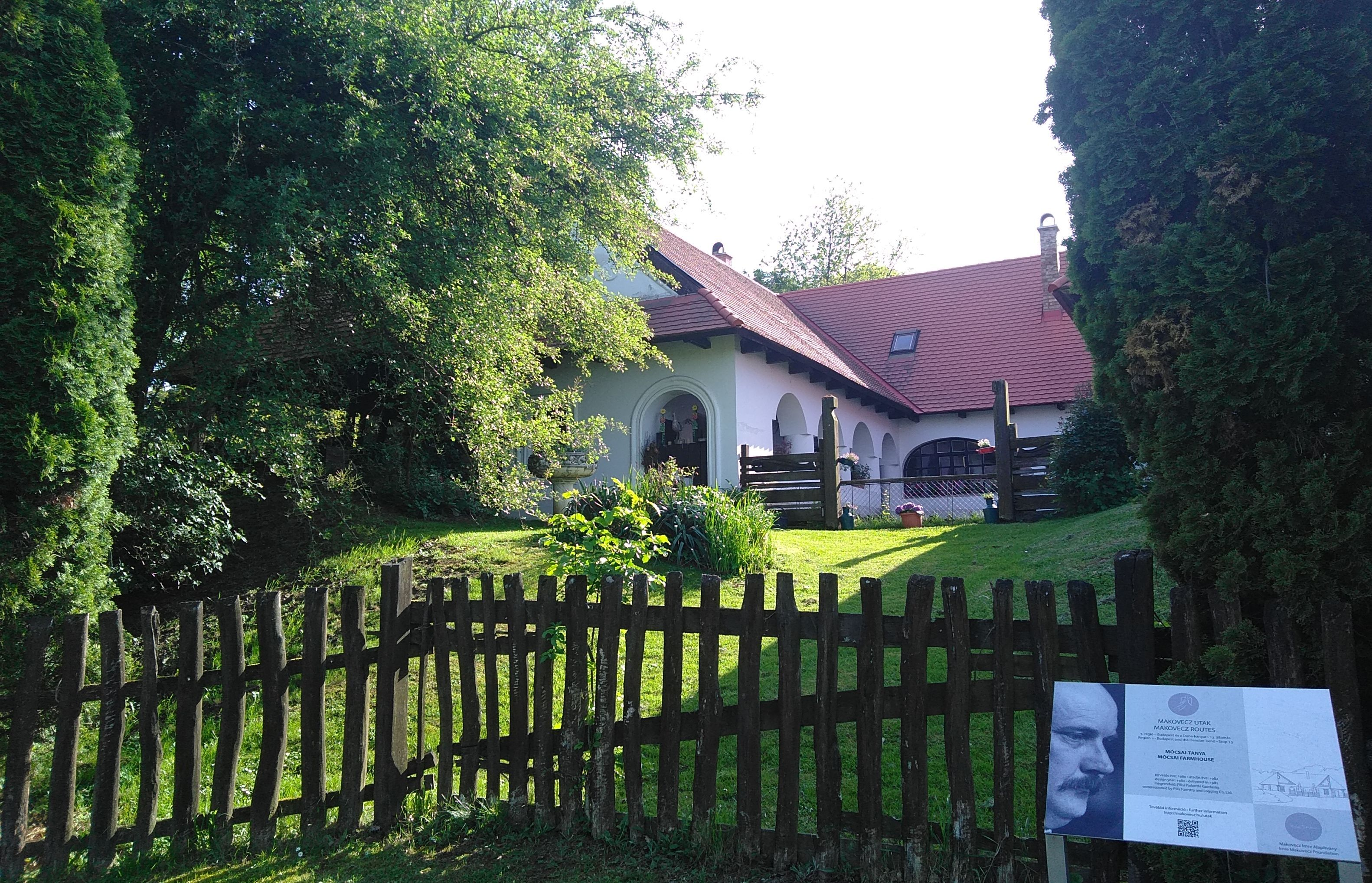
Mócsai-tanya erdészház
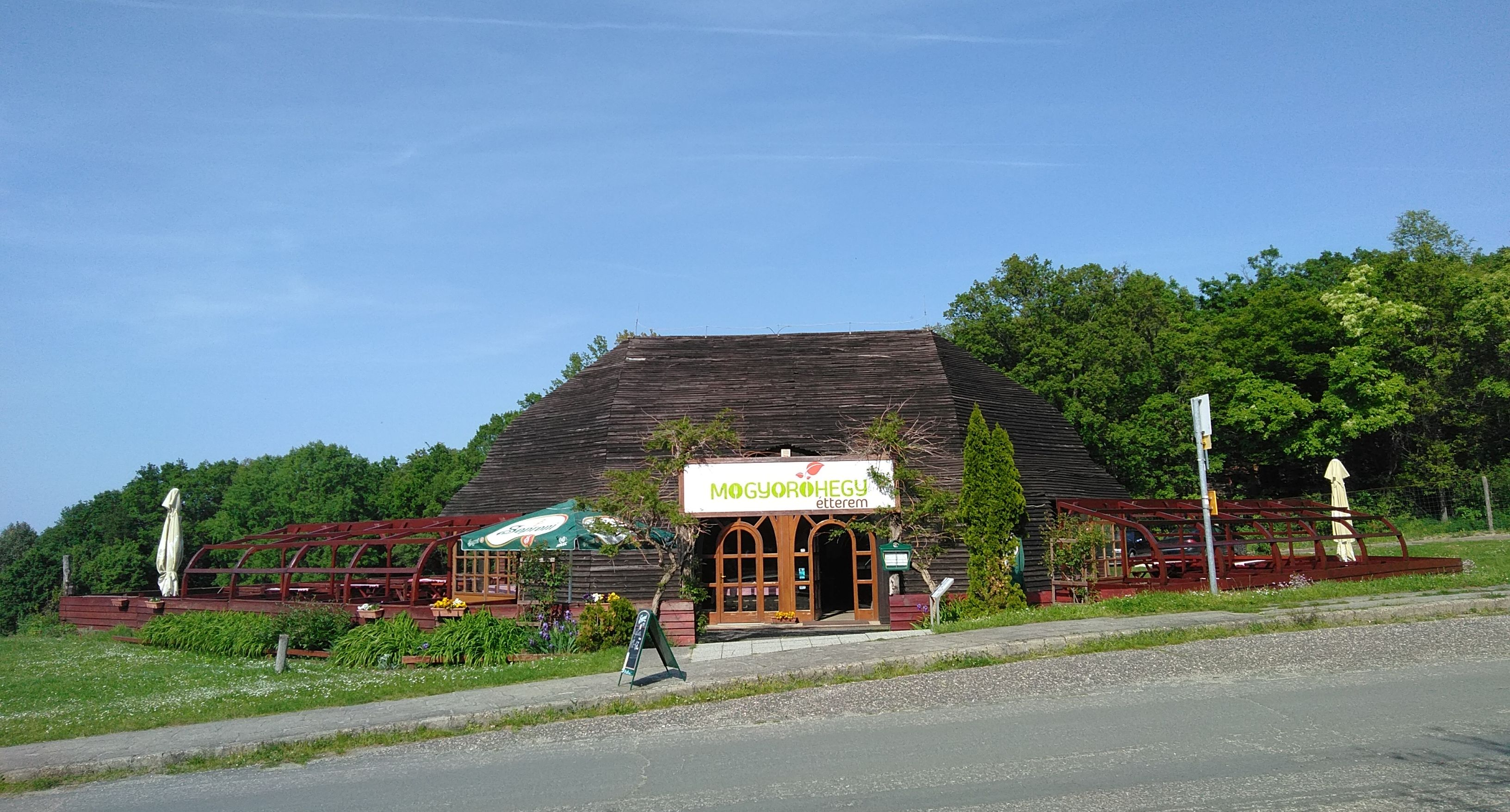
Mogyoróhegy Étterem
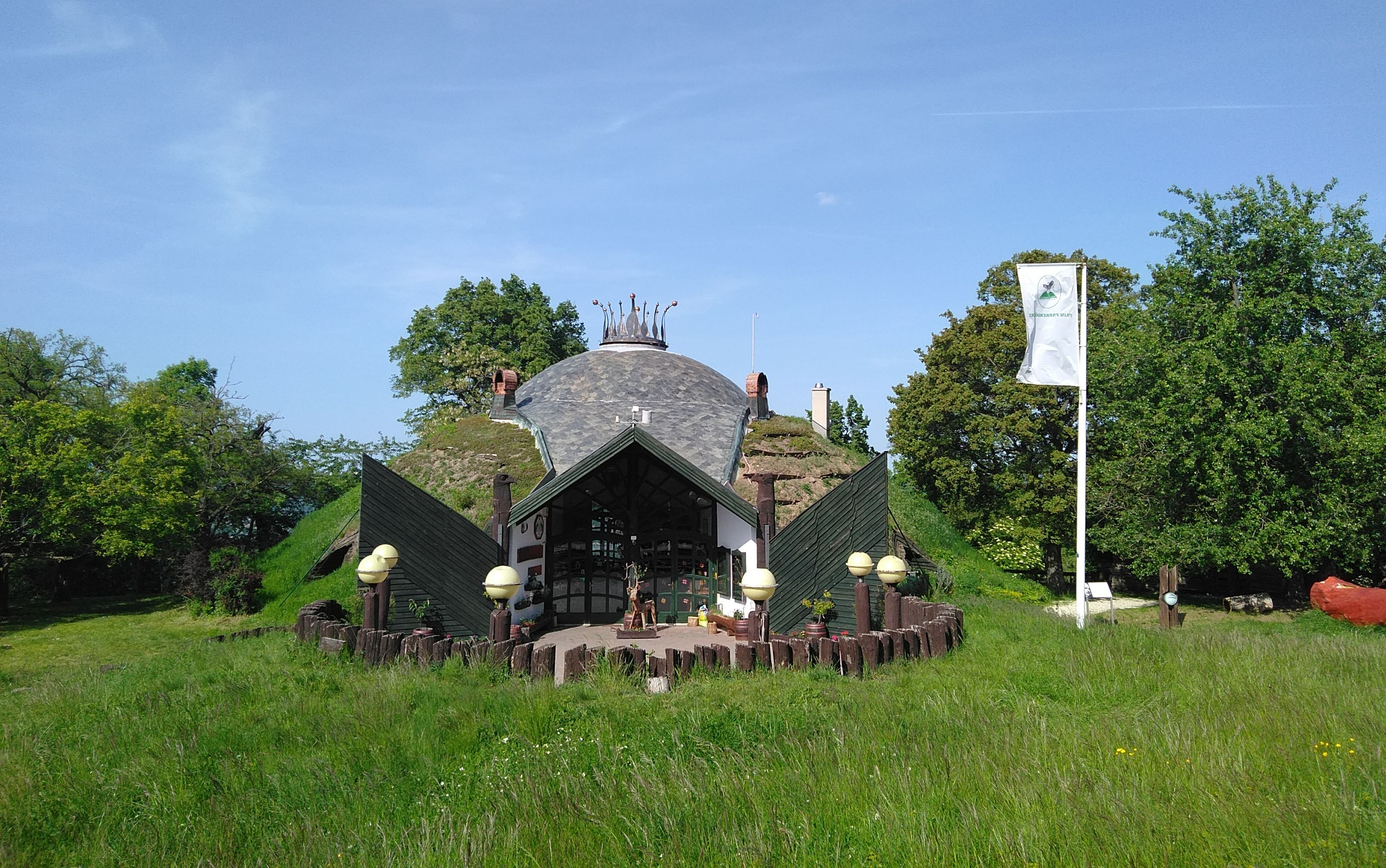
Madas László Erdészeti Erdei Iskola Művelődési Háza
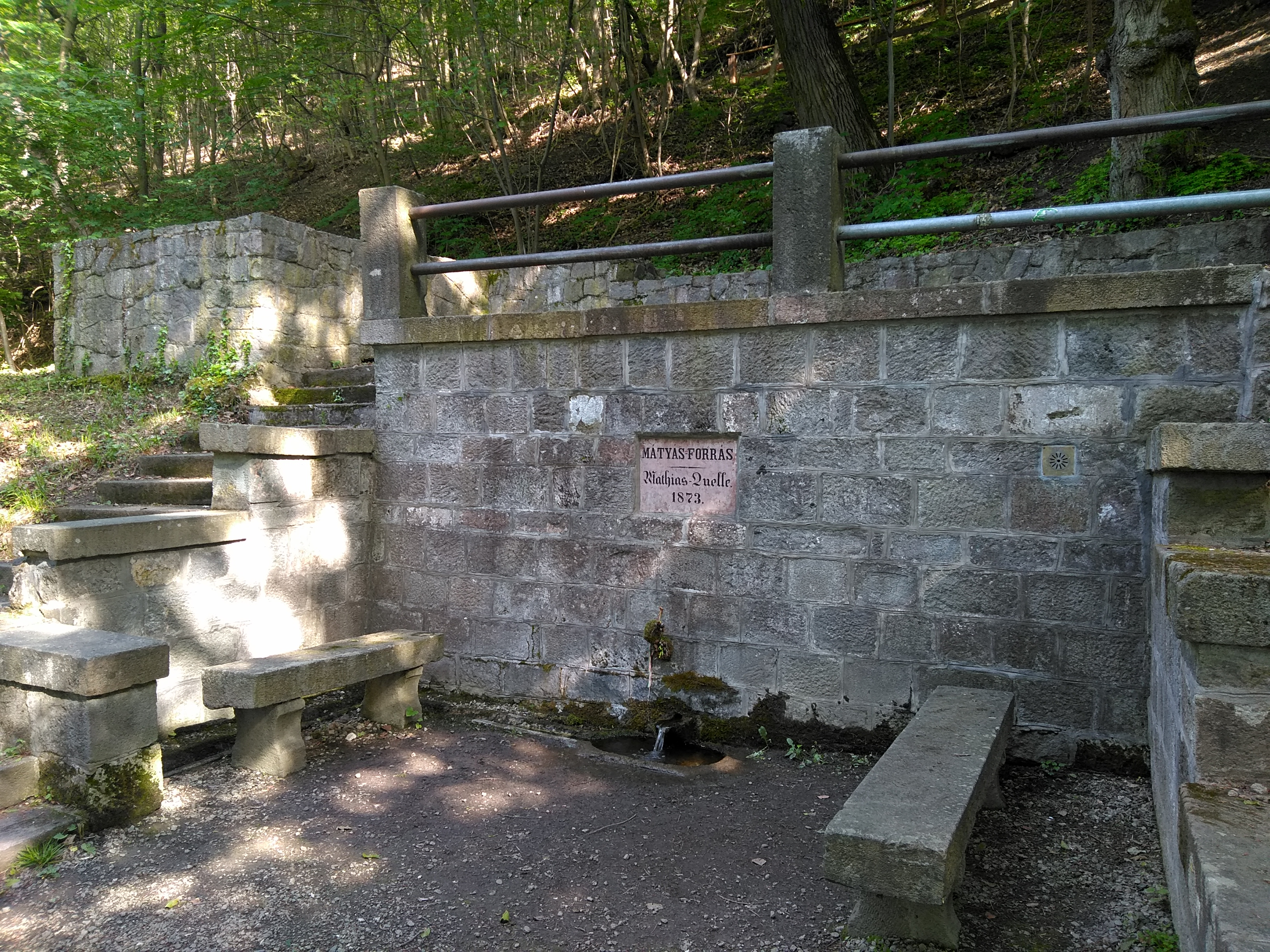
Mátyás-forrás
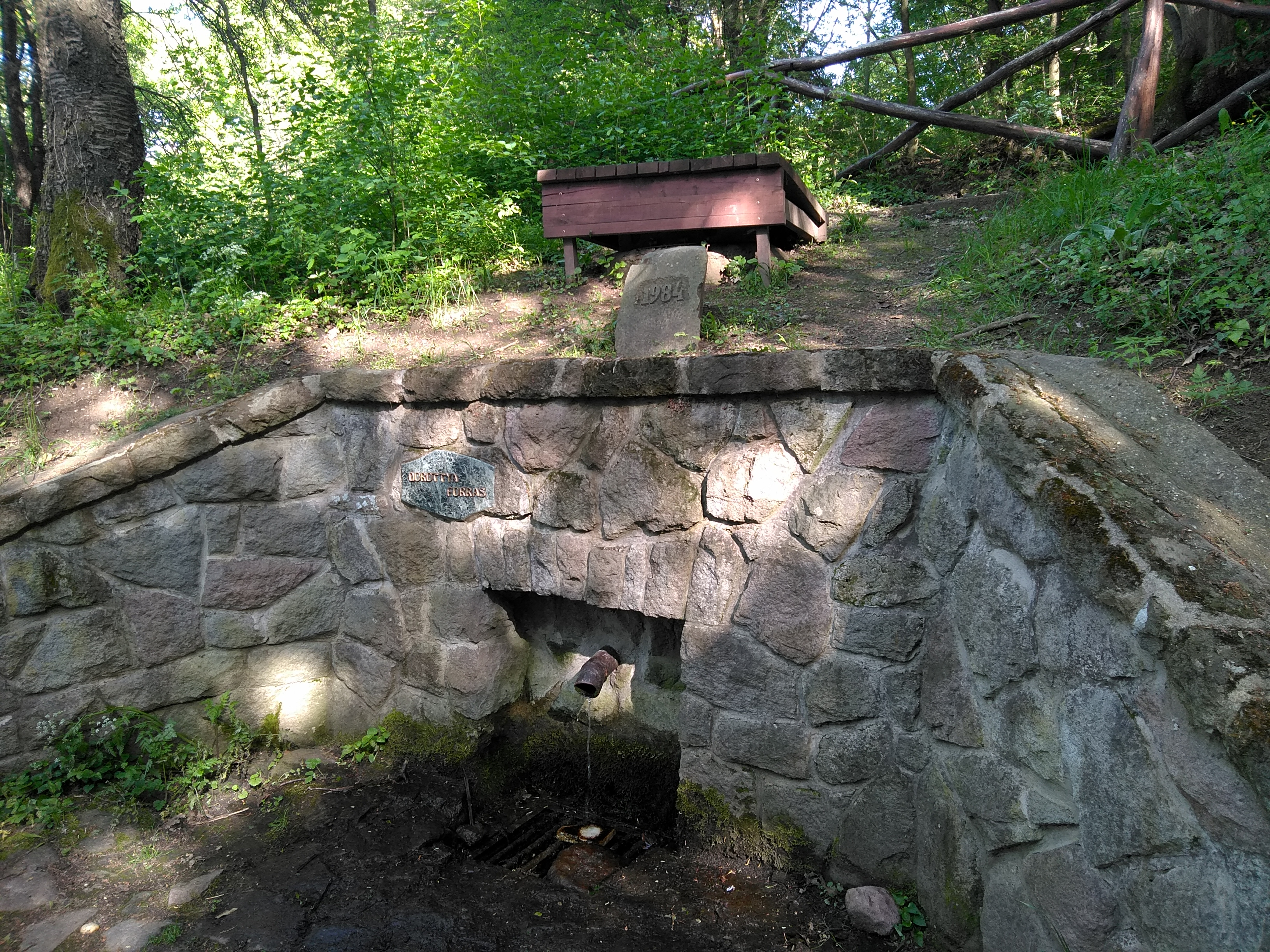
Dorottya-forrás
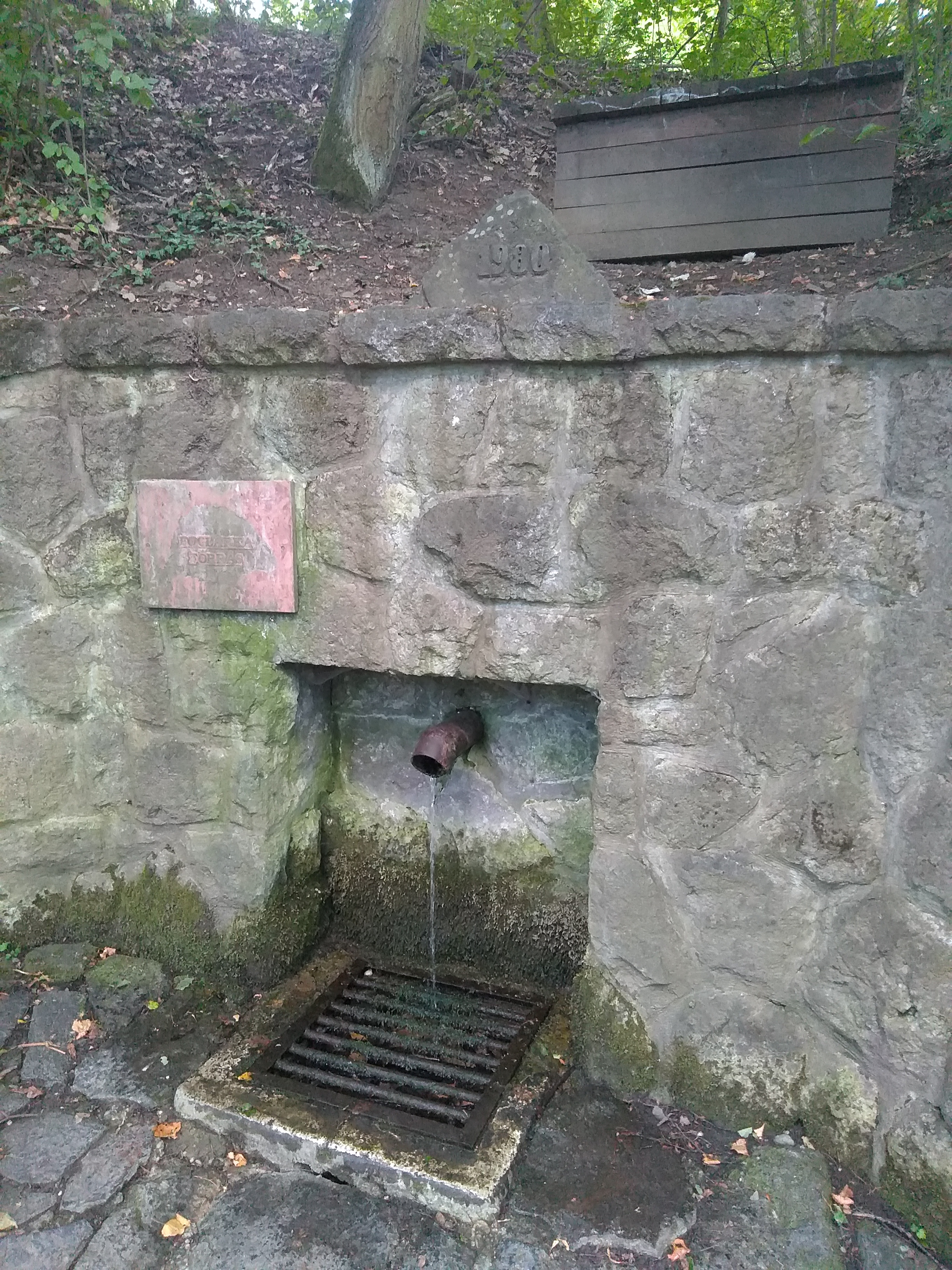
Boglárka-forrás

## Külső hivatkozások
- Kirándulások Dobogókőn és környékén – hasznos információk, képek, webkamera, túraszervezés
- Dobogókő Sícentrum
- Túrautak.hu – Túrák a Visegrádi-hegységben
- Térkép[halott link]